# Kervignac
Kervignac [kɛʁviɲak] est une commune française, située dans le département du Morbihan en région Bretagne.

## Géographie

### Localisation
Elle constitue Blavet Bellevue Océan Communauté, avec Merlevenez, Nostang, Plouhinec et Sainte-Hélène.

#### Communes limitrophes

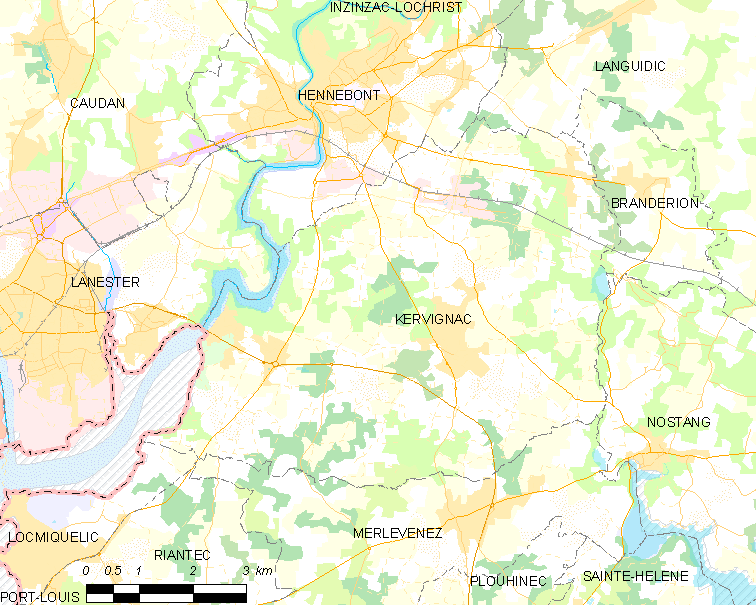
Carte de Kervignac et des communes avoisinantes.

| Hennebont   | Languidic  | Brandérion |
| Lanester    | Kervignac  | Nostang    |
| Locmiquélic | Merlevenez |            |

### Relief, géologie et hydrographie
| - Carte topographique de la commune de Kervignac. |

La commune de Kervignac est séparée de la commune de Lanester par l'estuaire du Blavet dont le franchissement est rendu possible grâce au pont du Bonhomme.
La commune a une superficie de 3 956 hectares. Le paysage peu vallonné est formé à l'ouest d'un plateau qui domine le Blavet dans sa partie nord, tandis que le sud vers Saint-Sterlin est bordé de larges vasières de slikke et de schorre.
Les altitudes sont comprises entre 70 mètres et le niveau de la mer. Les points culminants se trouvent dans la partie nord de la commune, près de Coët Sapin et du hameau de Castello ; la majeure partie du finage communal forme un plateau situé autour d'une cinquantaine de mètres dans la moitié nord de la commune (par exemple autour d'une cinquantaine de mètres entre Lotuën et Kerbalay et près du Blavet entre Locguénolé et le Pont du Bonhomme) et s'abaissant progressivement vers le sud, devenant une plaine située vers 20 mètres d'altitude ou même moins par endroits (12 mètres près de la chapelle Saint-Efflam par exemple). Le bourg est vers 45 mètres d'altitude.
Le sous-sol est constitué majoritairement de granit ; du gneiss et du micaschiste affleurent dans la partie nord de la commune.
Outre l'estuaire (ria) du Blavet, dont Kervignac borde la rive gauche, deux petits fleuves côtiers, le Riant et le Ruisseau du Moulin de Saint-Georges traversent le finage communal ; ce dernier sert de limite communale, côté est de la commune, avec Brandérion et alimente un chapelet d'étangs, près du château de Kerlivio (situé en Brandérion) d'une part, puis plus en aval l'étang de Coëtrivas, avant de se jeter dans la partie nord de la rivière d'Étel. Le Riant et plusieurs de ses affluents, qui ont leurs sources à l'ouest du bourg drainent la partie sud-ouest de la commune avant de la quitter pour traverser Riantec et se jeter dans la Petite mer de Gâvres.

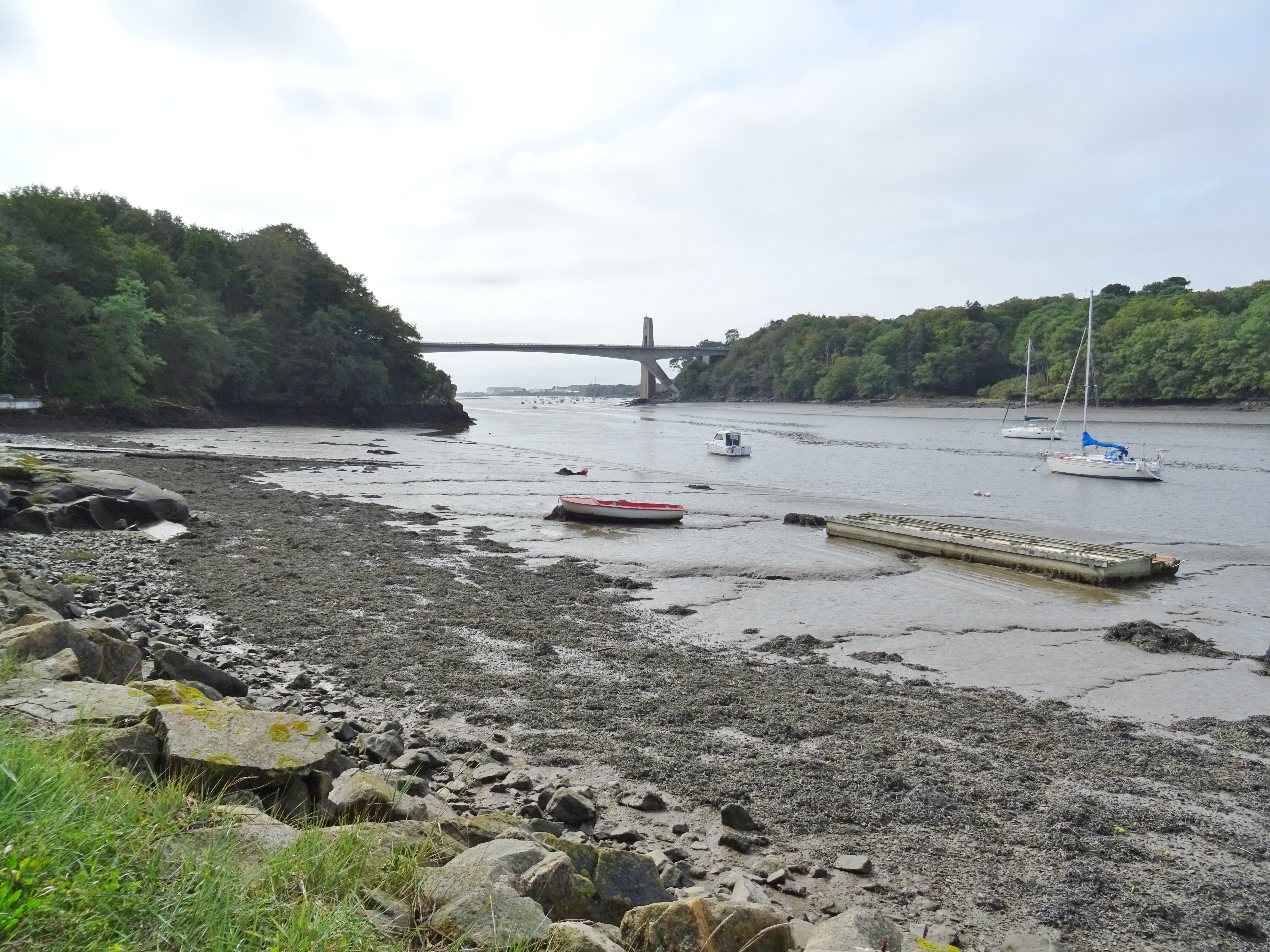
Le Blavet vu du petit port de Kervignac, en amont du Pont du Bonhomme, visible à l'arrière-plan.
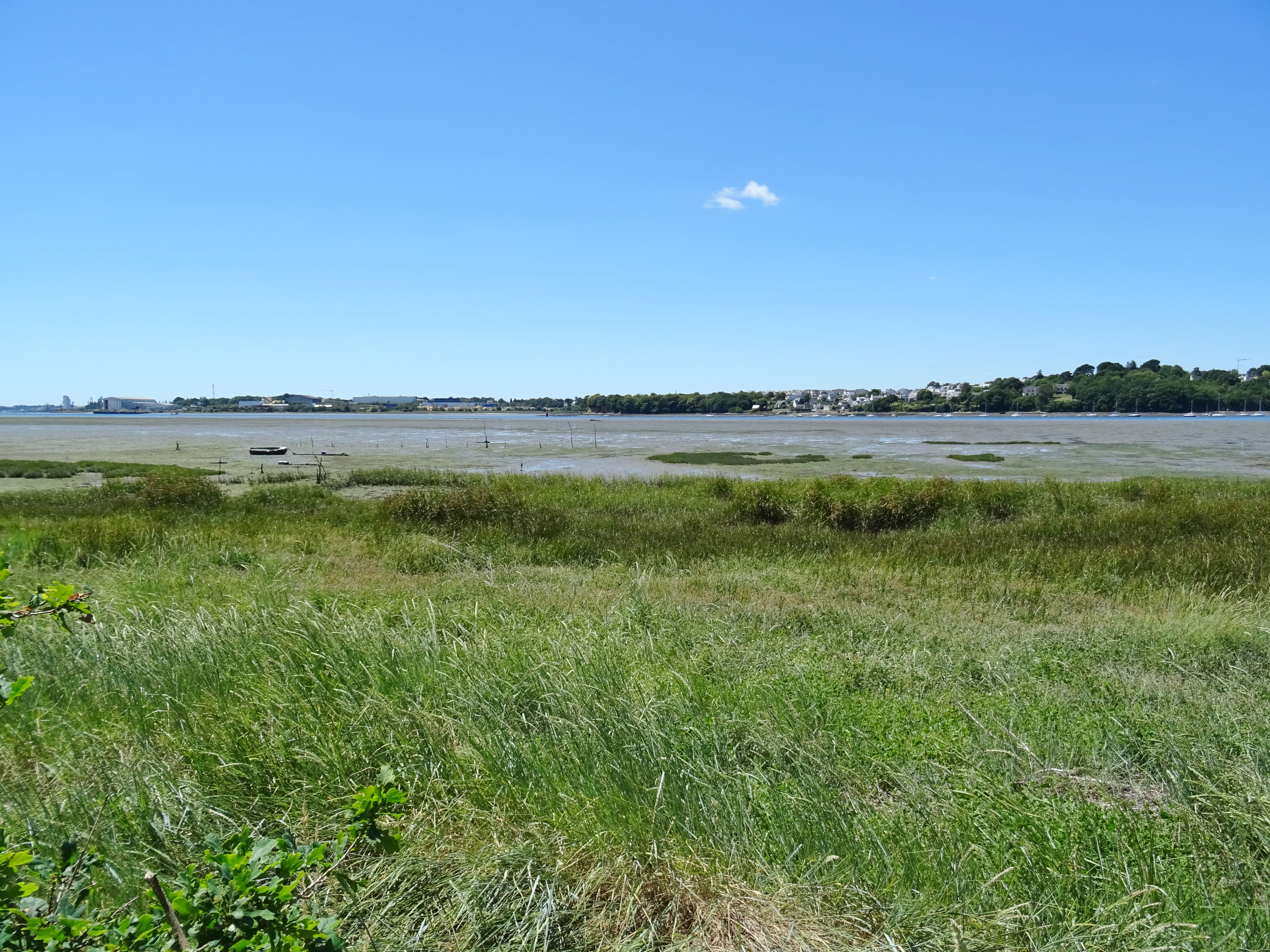
La rive gauche de la ria du Blavet vue depuis le sentier littoral à hauteur de Saint-Sterlin en aval du pont du Bonhomme ; à l'arrière-plan Lanester.
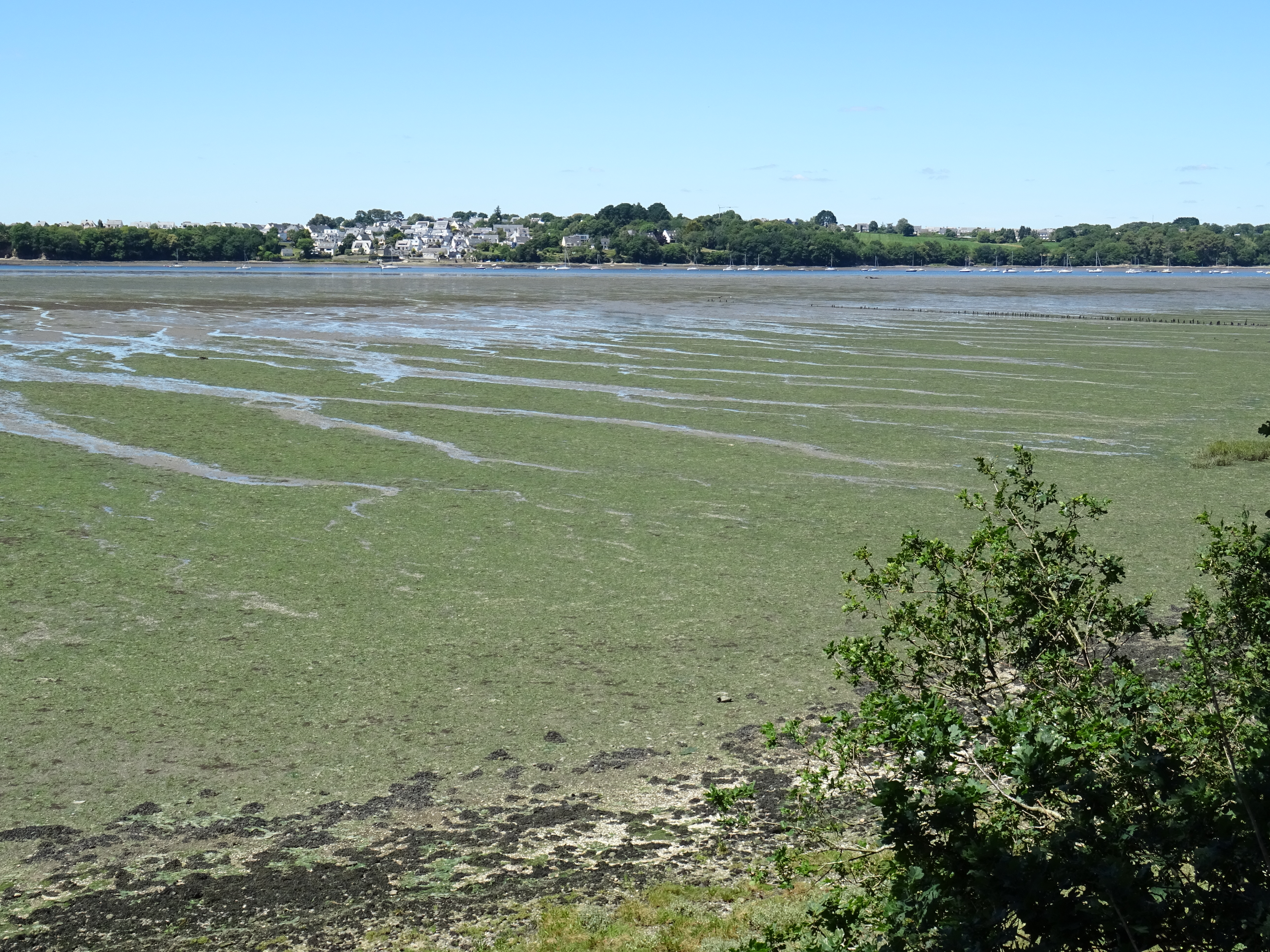
La rive gauche de la ria du Blavet vue depuis le sentier littoral à hauteur de Saint-Sterlin en aval du pont du Bonhomme ; à l'arrière-plan Lanester.
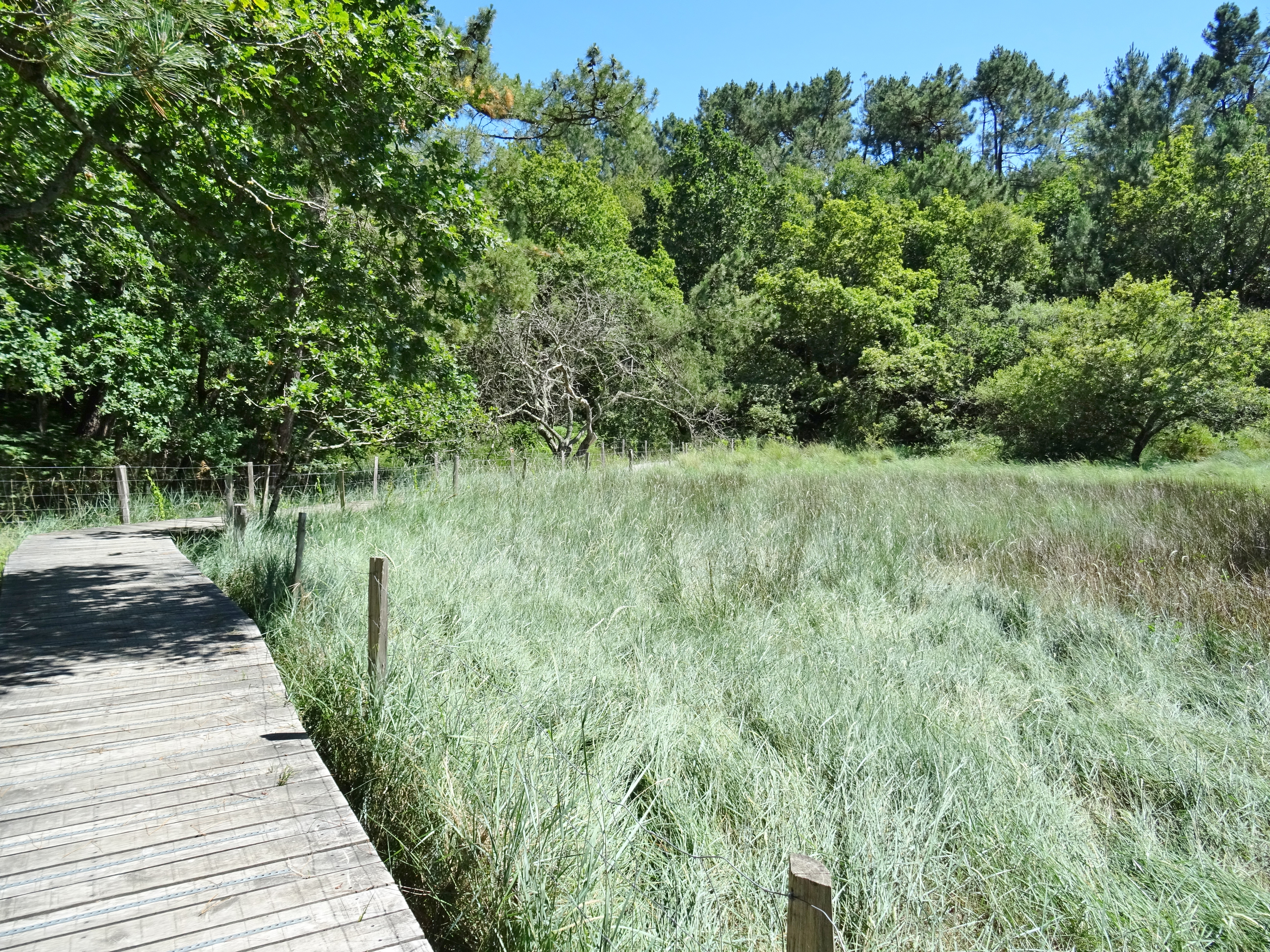
Schorre le long de la rive gauche de la ria du Blavet près de Kergatamignan le long du sentier piétonnier littoral.

### Hydrographie
Pour un article plus général, voir Réseau hydrographique du Morbihan.
La commune est située dans le bassin Loire-Bretagne. Elle est drainée par le Moulin Saint-Georges, le Lézévry, le ruisseau de Kerlivio, le ruisseau de Pont coët et divers autres petits cours d'eau,.

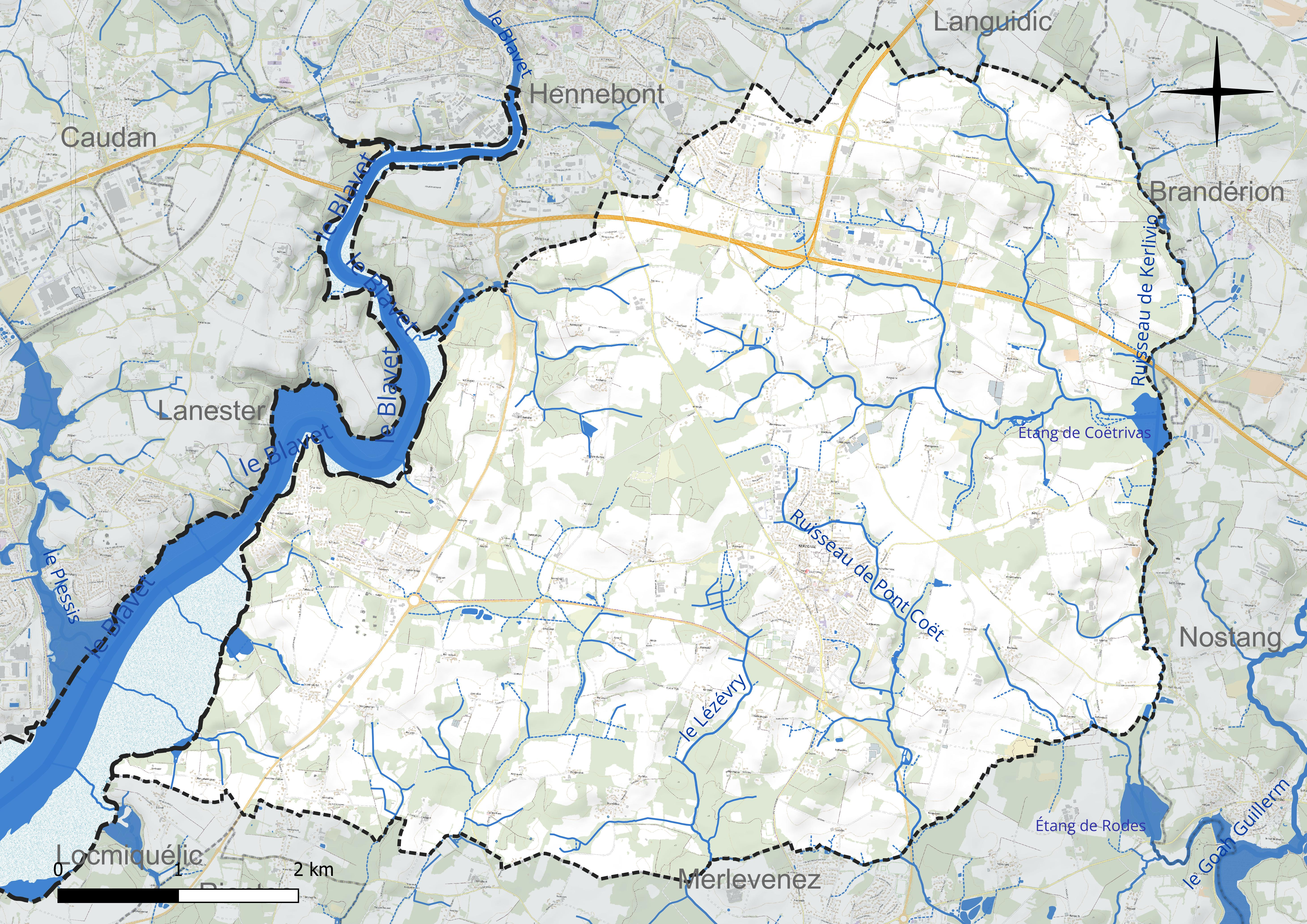
Réseau hydrographique de Kervignac.

Un plan d'eau complète le réseau hydrographique : l'étang de Coëtrivas, d'une superficie totale de 10,7 ha (10,66 ha sur la commune),.

### Climat
Pour des articles plus généraux, voir Climat de la Bretagne et Climat du Morbihan.
En 2010, le climat de la commune est de type climat océanique franc, selon une étude du CNRS s'appuyant sur une série de données couvrant la période 1971-2000. En 2020, Météo-France publie une typologie des climats de la France métropolitaine dans laquelle la commune est exposée à un climat océanique et est dans la région climatique  Bretagne orientale et méridionale, Pays nantais, Vendée, caractérisée par une faible pluviométrie en été et une bonne insolation. Parallèlement l'observatoire de l'environnement en Bretagne publie en 2020 un zonage climatique de la région Bretagne, s'appuyant sur des données de Météo-France de 2009. La commune est, selon ce zonage, dans la zone « Intérieur », exposée à un climat médian, à dominante océanique.
Pour la période 1971-2000, la température annuelle moyenne est de 11,9 °C, avec une amplitude thermique annuelle de 11,5 °C. Le cumul annuel moyen de précipitations est de 940 mm, avec 13,9 jours de précipitations en janvier et 7,2 jours en juillet. Pour la période 1991-2020, la température moyenne annuelle observée sur la station météorologique la plus proche, située sur la commune de Quéven à 13 km à vol d'oiseau, est de 12,2 °C et le cumul annuel moyen de précipitations est de 943,3 mm,. Pour l'avenir, les paramètres climatiques de la commune estimés pour 2050 selon différents scénarios d'émission de gaz à effet de serre sont consultables sur un site dédié publié par Météo-France en novembre 2022.

### Transports
La construction du Pont du Bonhomme en 1905 a permis une liaison routière directe avec Lorient, sans faire le détour par Hennebont comme c'était le cas jusque-là. Un nouveau pont l'a remplacé en 1974, seules les piles du premier pont ont été conservées.
Au nord de la commune se trouve l'échangeur entre la RN 165, voie express reliant Nantes à Brest via Lorient la RN 24 reliant Rennes à Lorient, aussi voie express. Kervignac est desservi par l'échangeur de Locoyarne (situé sur le territoire de la commune d'Hennebont).
La commune est aussi traversée par deux autres routes très fréquentées : la D 781 (ancienne Route nationale 781), axe nord-sud venant d'Hennebont et de l'échangeur de Locoyarne, traverse la partie ouest de la commune et dessert ensuite côté sud Locmiquélic, Riantec et Port-Louis ; la D 194, axe ouest-est, vient côté ouest de Lorient et Lanester, entre sur le territoire de Kervignac via le Pont du Bonhomme, croise la D 781 au carrefour giratoire de Kernours, traverse la partie sud du finage communal et poursuit son tracé vers le sud-est en direction de Merlevenez et Étel. L'ancienne Route nationale 165, désormais D 765, traverse l'extrême nord du territoire communal et est raccordé à la voie express RN 24 par un échangeur.

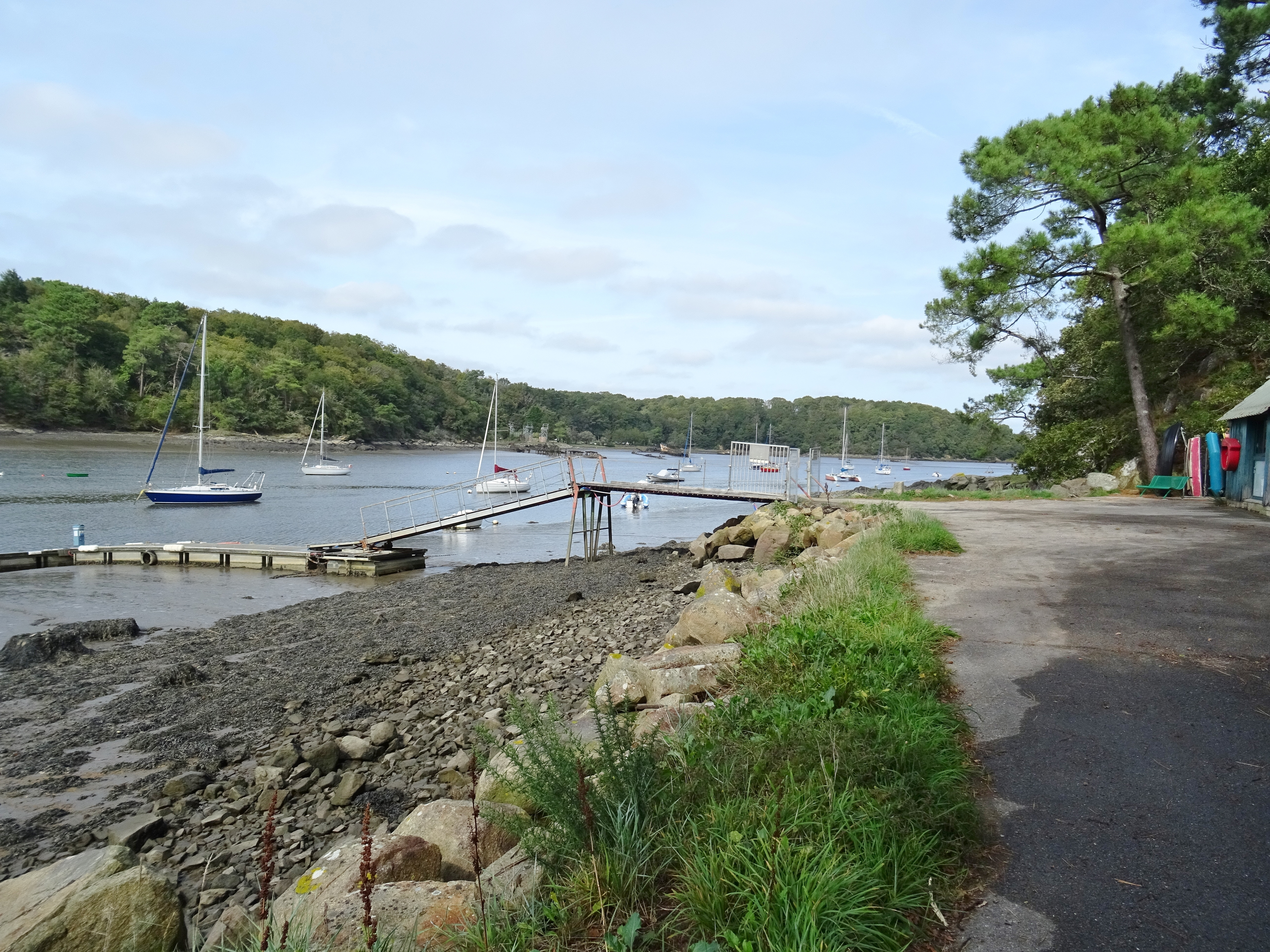
Le petit port de Kervignac sur la rive gauche du Blavet, en amont du Pont du Bonhomme.

Mais le bourg de Kervignac est à l'écart de ces grands axes de circulation, desservi seulement par des routes secondaires, la principale étant la D 9 qui vient d'Hennebont. Mais le bourg est raccordé par diverses routes aux grands axes de circulation routière précités.
La ligne ferroviaire venant de Nantes via Vannes et se dirigeant vers Lorient et Quimper, anciennement dénommée Ligne de Savenay à Landerneau, désormais ligne parcourue par des TGV Atlantique traverse la partie nord de la commune, mais Kervignac ne dispose pas de gare, la plus proche étant celle de Lorient. Kervignac a disposé par contre pendant quelques années, entre 1921 et 1934, d'une gare située juste à l'ouest du bourg sur la ligne de chemin de fer d'intérêt local et à voie métrique des Chemins de fer du Morbihan venant de Port-Louis et allant, via Hennebont, jusqu'à Baud.
Kervignac possède aussi un petit port sur le Blavet, en amont du Pont du Bonhomme, le long de la presqu'île de Tal ar Mor.

### Paysages et habitat
La commune présentait traditionnellement un paysage de bocage avec un habitat dispersé en écarts formés de hameaux (appelés localement « villages ») et fermes isolées, mais ce paysage a été modifié lors du remembrement qui a créé de grandes parcelles agricoles.
Le bourg, traditionnellement de très modeste dimension, a beaucoup grossi dans le courant du XXe siècle en raison de la proximité de l'agglomération de Lorient, surtout depuis la construction du premier Pont du Bonhomme ouvert à la circulation en 1904 qui a facilité les communications avec Lanester et Lorient et, malgré le coup d'arrêt et le traumatisme des destructions de la Seconde Guerre mondiale, depuis les Trente Glorieuses avec la construction de nombreux lotissements par périurbanisation à sa périphérie. Quelques parties du finage comunal ont connu une rurbanisation (notamment autour de Kernours et à proximité du Pont du Bonhomme à l'ouest de la commune, ainsi qu'autour du Porzo au nord-ouest de la commune, en raison de la proximité de la ville d'Hennebont. Une importante zone d'activité économique, dite du Braigno, s'est développée à proximité de l'échangeur des deux voies expresses RN 24 et RN 165. Le reste de la commune a pour l'essentiel échappé à la rurbanisation, y compris la zone littorale de la rive gauche de l'estuaire du Blavet, en raison des falaises de plusieurs dizaines de mètres et pentues (notamment au niveau de la Pointe de Tal ar Mor) formant son versant pour la partie située au nord du Pont du Bonhomme, et des vasières littorales pour la partie située au sud de ce pont.
Les bois occupent environ 20 % de la superficie communale, un pourcentage élevé pour une commune de plaine ; ils se présentent pour la plupart en petits massifs discontinus de 5 à 20 ha, notamment dans la partie nord du finage communal, sur le plateau de part et d'autre de la route départementale n° 9 et en bordure de l'estuaire du Blavet, de part et d'autre du pont du Bonhomme. Les zones humides (vasières, marais, étangs) couvrent 650 hectares, soit 16 % du territoire communal.

## Urbanisme

### Typologie
Au 1er janvier 2024, Kervignac est catégorisée commune rurale à habitat dispersé, selon la nouvelle grille communale de densité à sept niveaux définie par l'Insee en 2022.
Elle appartient à l'unité urbaine de Kervignac, une unité urbaine monocommunale constituant une ville isolée,. Par ailleurs la commune fait partie de l'aire d'attraction de Lorient, dont elle est une commune de la couronne,. Cette aire, qui regroupe 31 communes, est catégorisée dans les aires de 200 000 à moins de 700 000 habitants,.
La commune, bordée par l'océan Atlantique, est également une commune littorale au sens de la loi du 3 janvier 1986, dite loi littoral. Des dispositions spécifiques d’urbanisme s’y appliquent dès lors afin de préserver les espaces naturels, les sites, les paysages et l’équilibre écologique du littoral, tel le principe d'inconstructibilité, en dehors des espaces urbanisés, sur la bande littorale des 100 mètres, ou plus si le plan local d’urbanisme le prévoit.

### Occupation des sols

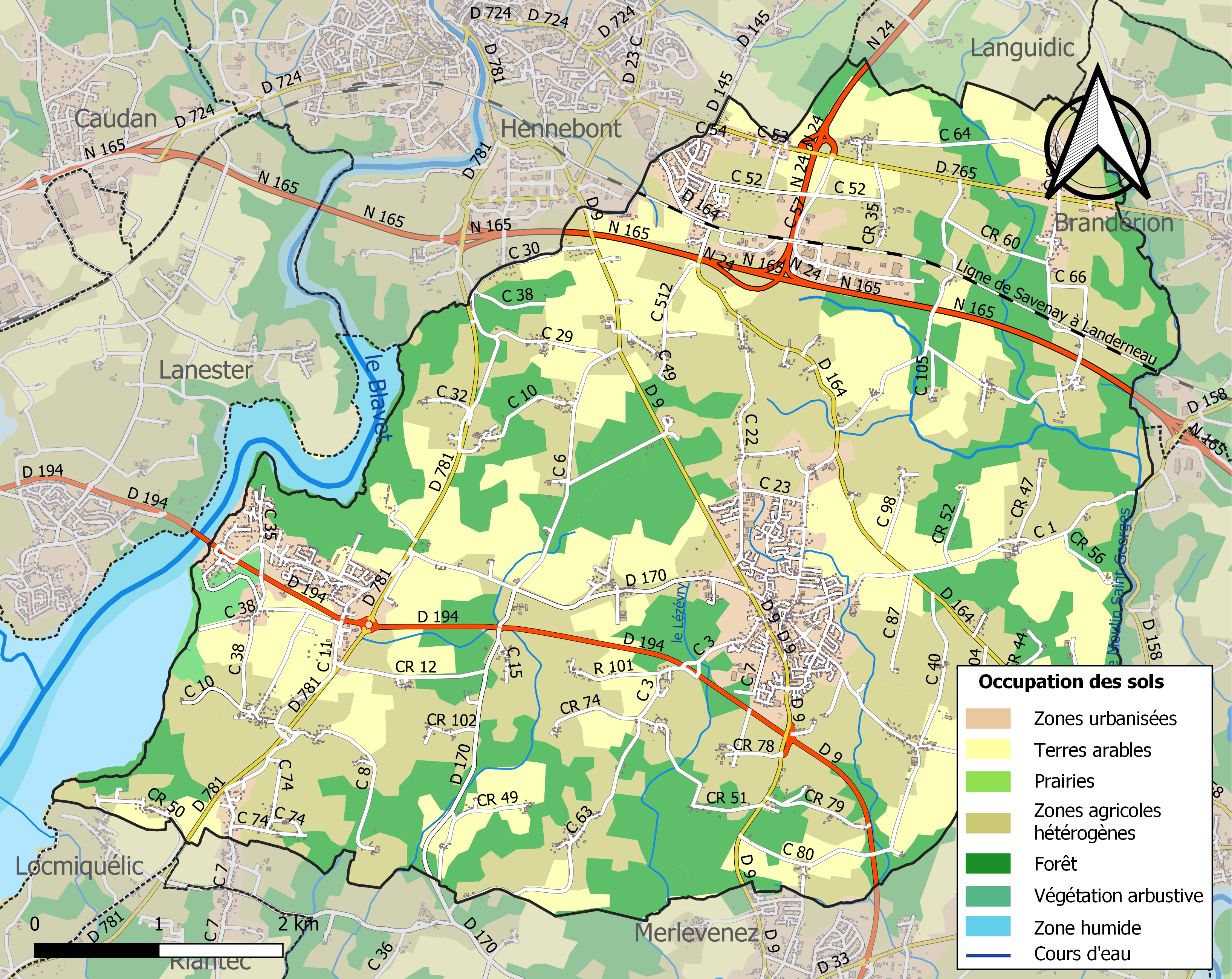
Carte des infrastructures et de l'occupation des sols de la commune en 2018 (CLC).

Le tableau ci-dessous présente l' occupation des sols de la commune en 2018, telle qu'elle ressort de la base de données européenne d’occupation biophysique des sols Corine Land Cover (CLC).
| Type d’occupation                                                                   | Pourcentage | Superficie (en hectares) |
| ----------------------------------------------------------------------------------- | ----------- | ------------------------ |
| Tissu urbain discontinu                                                             | 8,8 %       | 345                      |
| Zones industrielles ou commerciales et installations publiques                      | 1,6 %       | 64                       |
| Terres arables hors périmètres d'irrigation                                         | 25,0 %      | 982                      |
| Prairies et autres surfaces toujours en herbe                                       | 0,1 %       | 4,5                      |
| Systèmes culturaux et parcellaires complexes                                        | 34,5 %      | 1357                     |
| Surfaces essentiellement agricoles interrompues par des espaces naturels importants | 3,5 %       | 138                      |
| Forêts de feuillus                                                                  | 14,6 %      | 574                      |
| Forêts de conifères                                                                 | 8,9 %       | 351                      |
| Forêts mélangées                                                                    | 2,2 %       | 88                       |
| Forêt et végétation arbustive en mutation                                           | 0,7 %       | 26                       |
| Source : Corine Land Cover                                                          |             |                          |

## Héraldique
Blasonnement :
|  | Les armes de Kervignac se blasonnent ainsi: - De gueules à une épée abaissée d'or sommée d'une couronne ducale du même et transperçant un dragon de sable, papelonné, armé et lampassé d'or source: Armoiries de Bretagne et La banque du Blason (Gaso), laquelle précise que ces armes sont une création de Bertrand Frelaut. Le site de la Mairie kervignac.com précise que ses armes ont été adoptées en 1991, et en ont confié la réalisation à l'artiste héraldiste L. Ermoy. Toutefois le dessin présenté sur ce site présente des différences assez importante avec le blasonnement ci-dessus : le dragon n'est pas papelonné, ni armé d'or, quant à sa langue (normalement en forme de dard), elle semble être remplacée par un jet de flamme (rare pour un dragon héraldique) et qui se blasonnerait donc plutôt ainsi: ...transperçant un dragon de sable crachant des flammes d'or. Une incertitude reste donc sur la définition du dragon, les sites de références dessinant un dragon différent du blasonnement donné (d'or et non de sable, pour les « armoiries de Bretagne »), ou ne dessinant rien (pour la Banque du Blason)... |

## Toponymie
Le nom de la localité est attesté sous les formes Veneacam plebem que postea vocata est Chevernac au XIIes dans le cartulaire de Quimperlé, Kerveniac et Kereniac en 1280, Creveniac en 1282, Kaervinyac en 1387, Quiliviniac en 1405, Querviniac en 1413, Querveniac en 1420, Quirvinyac en 1505, Quirminiac en 1516, Querviniiac en 1630.
Il s'agit d'un toponyme d'origine gallo-romaine selon Joseph Loth (ce que le suffixe -ac laisse supposer).
Une autre hypothèse affirme que le toponyme provient de l'agglutination du breton ker et du nom de personne obscur, ou bien dérivé du breton KilliWinieg ou du gallo-roman Calviniacus.
Le nom breton de la commune est Kervignag (prononcé [cɛɾviˈɲak]).

## Histoire

### Préhistoire
La commune abrite le dolmen de Tri-Men-de-Castello. Des vestiges d'un autre dolmen (sous lequel on trouva une urne funéraire en terre rougeâtre grossièrement ciselée qui était remplie de cendres et deux vases oblongs) subsistent près du manoir de Kermadio et François Marie Cayot-Délandre cite aussi un dolmen depuis disparu à Lopriac.
Une bonne dizaine de stèles protohistoriques parsèment le territoire communal, dont celle qui est intégrée au mur d´enclos de la fontaine Saint-Efflam.

### Antiquité
La voie romaine reliant Darioritum (Vannes) à Civitas Aquilonia (Quimper) traverse le nord de la commune.
Des tuiles à rebords et des fragments de poteries d'époque gallo-romaine ont été trouvés près du château de Kerbalay.

### Moyen Âge
La paroisse de Kervignac aurait été donnée à saint Gurthiern par le comte de Vannes Waroch Ier pour avoir débarrassé la contrée d'insectes qui dévastaient les récoltes. Le saint aurait établi son ermitage à Locoyarne au sud d’Hennebont dans la grotte qui porte toujours son nom.
Faisant partie historiquement du Broerec, la paroisse dépendait du doyenné de Pou-Belz, de la châtellenie de Nostang et par la suite de la sénéchaussée d'Hennebont.

### Temps modernes
Un aveu de 1564 indique que le seigneur de Kermadio (en Kervignac) est prévôt et sergent féodé des paroisses de Languidic et Brandérion.
Cette commune est connue pour des faits liés à la révolte des Bonnets rouges en 1675.
En 1759, une ordonnance du roi Louis XV impose à la paroisse de Kervignac de fournir 47 hommes et de payer 308 livres pour la défense de la côte et pourvoir aux besoins des garde-côtes.

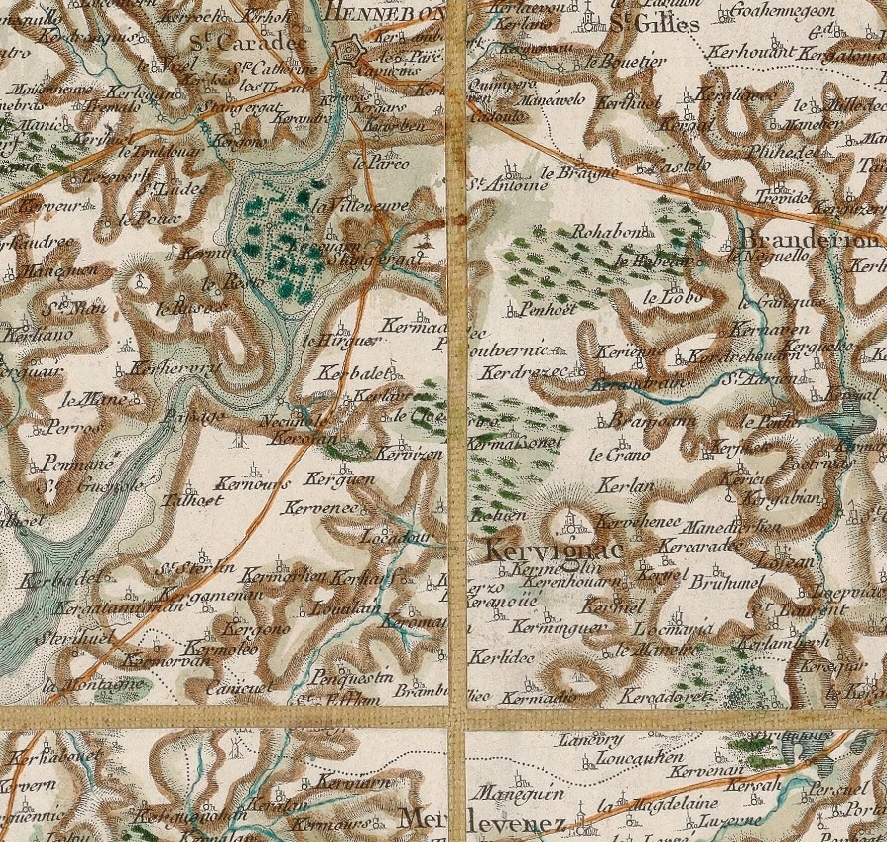
Carte de Cassini de la paroisse de Kervignac (1789).

L'ancienne église paroissiale Saint-Pierre-et-Saint-Paul menaçant ruine fut interdite d'utilisation en 1760 et reconstruite vers 1765 ; dans le courant du XIXe siècle, le culte se transporta alors dans la chapelle Notre-Dame de Pitié, située dans le cimetière et qui fut agrandie vers 1825 pour être utilisée comme église paroissiale, ce qu'elle devint officiellement en 1929 après des travaux de transformation, notamment la démolition de la flèche qui menaçait ruine en 1911 et sa reconstruction en 1914.
Jean-Baptiste Ogée décrit ainsi Kervignac en 1778 : 

« Kervignac ; à 8 lieues un quart à l'Ouest-Nord-Ouest de Vannes, son évêché et son ressort ; à 16 lieues de Rennes, et à 1 lieue un huitième de Hennebon, sa subdélégation. La cure est à l'alternative. On y compte 2 400 communiants. Nostang et Kervignac, haute, moyenne et basse justice, à M. Kerouan [Kercouent] de Coëtanfau. »

### Révolution française
En 1790 la création de la commune de Kervignac s'accompagne de son érection en chef-lieu d'un canton qui comprend aussi les communes de Merlevenez, Sainte-Hélène et Nostang. Ce canton fait partie du district d'Hennebont jusqu'à la suppression des districts ; Kervignac est alors inclus dans l'arrondissement de Lorient et perd en 1801 son statut de chef-lieu de canton, la commune étant alors incluse dans le canton de Port-Louis.

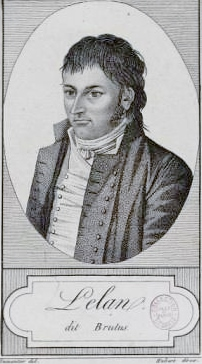
Portrait de Jean Le Lan, dit Brutus, capitaine chouan de Kervignac.

Mathurin Sévéno, recteur de Kervignac lors du déclenchement de la Révolution française et son vicaire Yves Leslé, refusèrent de prêter serment à la Constitution civile du clergé et devenus donc prêtres réfractaires, durent quitter la paroisse (le recteur s'exila un temps en Espagne), y revenant toutefois clandestinement par la suite. « La municipalité de Kervignac [était] entièrement dévouée aux réfractaires qui vivaient errant de çi de là, couchant la nuit dans les paillers et surgissant à l'improviste devant leurs anciens paroissiens (...) ». Un détachement du régiment de la Martinique venu d'Hennebont pour pourchasser les prêtres réfractaires à la fin de l'année 1791 fut mal reçu par la municipalité et les habitants de Kervignac. Guillaume Cohéléach, recteur constitutionnel de Kervignac depuis le 14 août 1791, fut assassiné le 13 frimaire an III (3 décembre 1794) dans son presbytère envahi par une soixantaine d'individus, des chouans, qui avaient auparavant arraché l'arbre de la liberté planté sur une place du bourg.
Des concentrations de chouans eurent lieu en 1799 dans toute la région :  à Languidic dans le village de Kergohan ; une grande cache souterraine fut pratiquée au milieu du bois taillis de Kerallan, près du hameau du même nom ; un autre repaire des chouans se trouvait à 250 mètres à l'ouest du bourg de Sainte-Hélène, dans le hameau de Pen-er-Lan : là aussi il y aurait eu dépôt d'armes et d'habillements ; des chouans se cachaient aussi dans le hameau de Kerroué, à 400 mètres à l'est du bourg de Sainte-Hélène. Les jeunes gens enrôlés par les Chouans, notamment par Le Lan de Kervignac « qui a égorgé les patriotes de Nostang, grand égorgeur et embaucheur depuis longtemps et d'autres sclérérats de sa trempe » affluaient dans l'un ou l'autre de ces trois villages. Une fois équipés et armés, on les conduisait dans une grande lande entre Pluvigner et Grandchamp, près du hameau de Kerhuitton [probablement Kervranton].
Jean Le Lan, dit Brutus, fut le chef redouté des Chouans de Kervignac ; il fit partie de la conspiration de Cadoudal, fut condamné à mort en même temps que celui-ci et exécuté le 25 juin 1804.

### LeXIXesiècle
Yves Guyonwarch, né le 10 octobre 1785 à Kervignac, participa à la Chouannerie de 1815 lors des Cent-Jours avant d'embrasser la vie religieuse en devenant Carme sous le nom de Frère Saint-Joseph, puis Jésuite à Sainte-Anne-d'Auray, puis Vannes au collège Saint-François-Xavier sous le nom de Frère Yvon. Il décéda le 16 mars 1869. L'éloge panégyrique de sa vie est un exemple de la vie religieuse à cette époque.
La flèche de l'église de Kervignac (ancienne chapelle Notre-Dame dela Pitié) fut détruite par la foudre le 11 février 1833.
En 1843 une bande d'une quinzaine réfractaires légitimistes, soutenant les prétentions au trône d'Henri V, se cachèrent dans le bois de Rohabon en Kervignac et commirent quelques méfaits.
A. Marteville et P. Varin, continuateurs d'Ogée, décrivent ainsi Kervignac en 1843 :

« Kervignac : commune formée de l'ancienne paroisse de ce nom, aujourd'hui succursale. (...) Principaux villages : le Catello, Trévidel, le Porzo, Penhoët, Keraudin, Kerguené, Kernaven, Keroual, Canquis, Branjouan, Kermassonel, Kerbalay, Locadour, Kergono, Kermoello, Kermainguer, Locmaria, Lopriac, Locohin, Loluen, le Cloistre. Superficie totale : 3 897 hectares, dont (...) terres labourables 1 274 ha, prés et pâturages 477 ha, bois 438 ha, vergers et jardins 189 ha, landes et incultes 1 365 ha, étangs 17 ha, châtaigneraies 50 ha (...). Moulins de Bécherel, de Coët-Rivas, à eau ; de Kernours, de Kerbalay, de Pont-d'Eau, d'Eveline, Glas, de Coët-Rivas, à vent. Il y a foire à Kervignac le 14 avril, le 14 mai, le 28 juin ; le 4 juin à Locadour ; le 10 mai à Saint-Laurent. La route départementale n° 11, dite de Port-Louis à Hennebont, et la route royale n° 165, dite de Nantes à Audierne, traversent cette commune. Géologie : constitution granitique. On parle le breton. »

Une école d'agriculture existait à Kervignac en 1843 ; c'était l'une des 9 écoles d'agriculture existant alors en France ; elle abritait une ferme-modèle et un haras. C'est l'origine de l'actuel lycée professionnel d'enseignement agricole Ker Anna.
Julien Le Priol fut zouave pontifical, participant notamment à la défense de Rome en 1870, avant d'être Volontaire de l'Ouest pendant la Guerre de 1870.
La vicomtesse Gustave de Perrien de Crenan, née Alice Roger de Sivry, décéda prématurément âgée de seulement 32 ans au château de Locunolay [Locguénolé] le 19 août 1879 : « d'une piété exemplaire et d'une générosité sans limites, Mme de Perrien était la providence des pauvres et notamment de ceux de la commune de Kervignac ».
Un incendie brûla 22 maisons dans le hameau de Saint-Sterlin dans la nuit du 7 au 8 juillet 1887 (« par ce temps de sécheresse, les maisons couvertes de chaume offraient au fléau un aliment trop facile pour qu'on songeât à l'arrêter »). Les toits en chaume étaient alors généralisés, favorisant la propagation des incendies ; Ernest Capendu écrit dans son roman La corvette la « Brûle-Gueule » (publié initialement en 1862) que « les toits en chaume de Kervignac allaient apparaître à l'horizon » et parle de « l'unique rue qui, à cette époque, composait à elle seule toute la ville ».
Une épidémie de variole survint en 1889 et une de dysenterie en 1898 à Kervignac.
Le journal La Croix du 25 juillet 1891 écrit que l'école libre (privée) de Kervignac compte alors 126 élèves, celle des filles 103 élèves alors que l'école de garçons compte 8 ou 9 élèves et celle des filles une élève. Un témoignage datant de 1888 dit qu'« à Kervignac, quand un homme ne faisait pas ses Pâques, on le montrait au doigt et le curé en parlait en chaîre... mais on ne nommait pas, dame, non ! ».

### LeXXesiècle

#### La Belle Époque
En application de la loi sur les congrégations du 7 juillet 1904, l'école congréganiste tenue par les Frères des écoles chrétiennes dût fermer à partir du 1er octobre 1904.
En 1906 la maire de Kervignac, Gustave de Perrien démissionna, ainsi que 12 des 21 conseillers municipaux, à la suite de la mise en demeure des autorités préfectorales d'avoir à construire une école publique de filles à Kervignac (finalement construite d'office sur décision préfectorale), ce qui entraîna la dissolution du conseil municipal. Mais il fut réélu et resta maire jusqu'en 1923.
La création d'un bureau de bienfaisance est autorisée à Kervignac par un arrêté ministériel en date du décembre 1913 ; sa dotation initiale est constituée par les biens mis sous séquestre ayant appartenu à la fabrique de la paroisse avant la loi de séparation des Églises et de l'État.

#### La Première Guerre mondiale

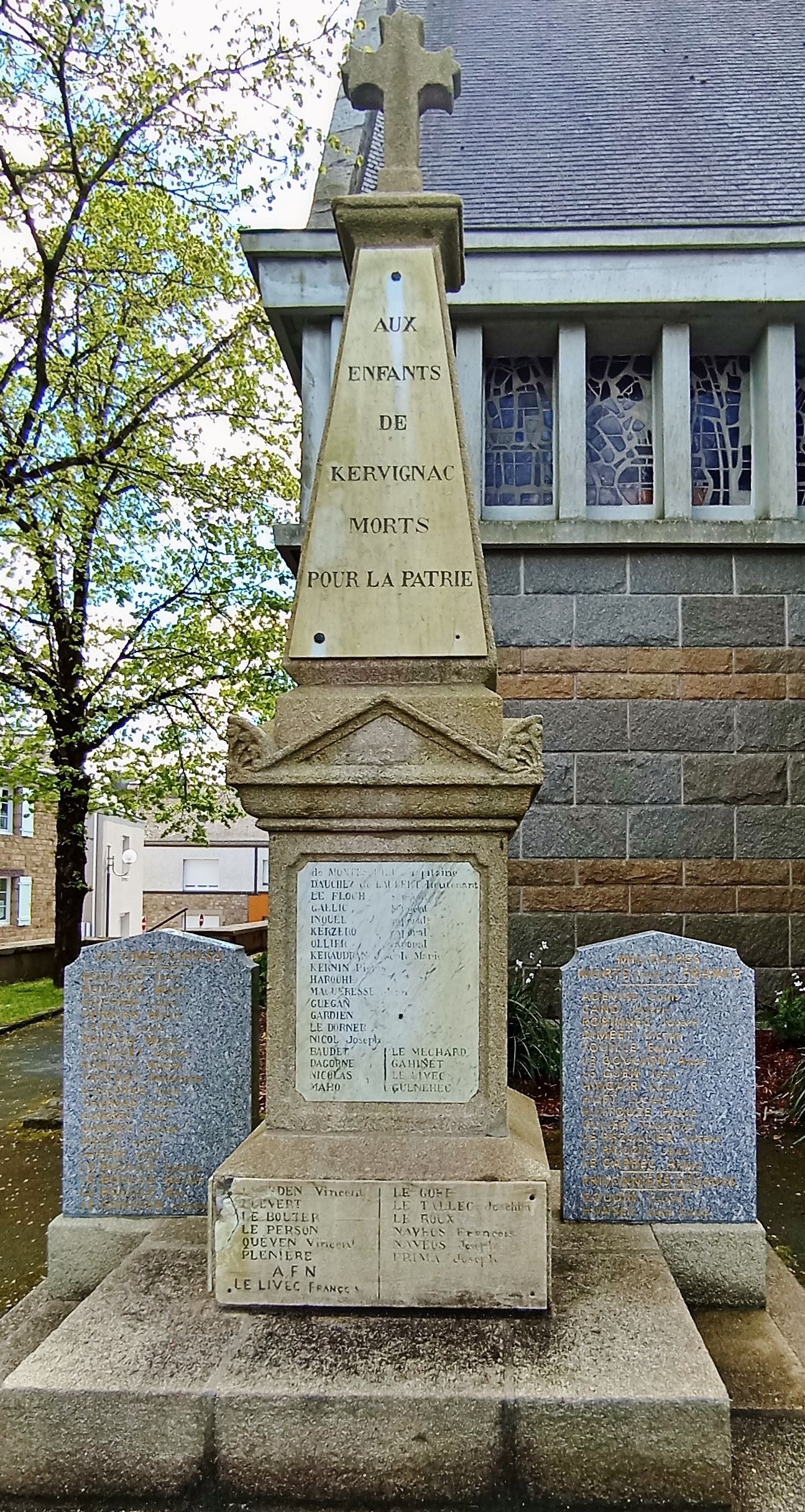
Le monument aux morts de Kervignac.

Le monument aux morts de Kervignac porte les noms de 92 soldats et marins morts pour la France pendant la Première Guerre mondiale ; parmi eux 3 (Pierre Le Person, Joseph Le Roux et Joseph Maho) sont morts dès le 22 août 1914 dans les combats de Maissin (Belgique) ; Toussaint Le Moing, marsouin au 37e régiment d'infanterie coloniale, est mort (disparu) en 1917 et Julien Gahinet en 1918, tous deux dans l'actuelle Macédoine du Nord ; Henri Guégan, lui aussi marsouin, est mort le 26 février 1916 lors du naufrage du Provence II ; Vincent Gourden est mort en captivité en Allemagne le 9 janvier 1918 ; la plupart des autres sont morts sur le sol français dont le capitaine Marie Henri Secondat de Montesquieu, tué à l'ennemi le 9 septembre 1914 à Mondement-Montgivroux (Marne) lors de la bataille des Marais de Saint-Gond et le lieutenant Raymond Dauchez de Beaubert, mort des suites de ses blessures le 29 octobre 1916 à l'hôpital temporaire de Beauvais (Oise), tous deux décorés de Légion d'Honneur et de la croix de guerre ; Armand Le Fur, Louis Le Garrec, Jean Le Moing et Vincent Le Quéven, tous les quatre décorés de la médaille militaire et de la croix de guerre ; Pierre Gléour, Pierre Kerzerho, Pierre Le Blimeau, Jean Le Bouter, Julien Le Floch et Yves Le Labour, tous les six décorés de la croix de guerre ; Pierre Kernin, décoré de la médaille militaire.

#### L'entre-deux-guerres
La ligne de chemin de fer d'intérêt local à voie métrique des chemins de fer du Morbihan allant de Port-Louis à Baud avec embranchements à Hennebont et à Port-Louis, déclarée d'utilité publique par la loi du 1er mai 1911, ouvrit en 1921 mais ferma dès 1934. Elle passait par Kervignac.

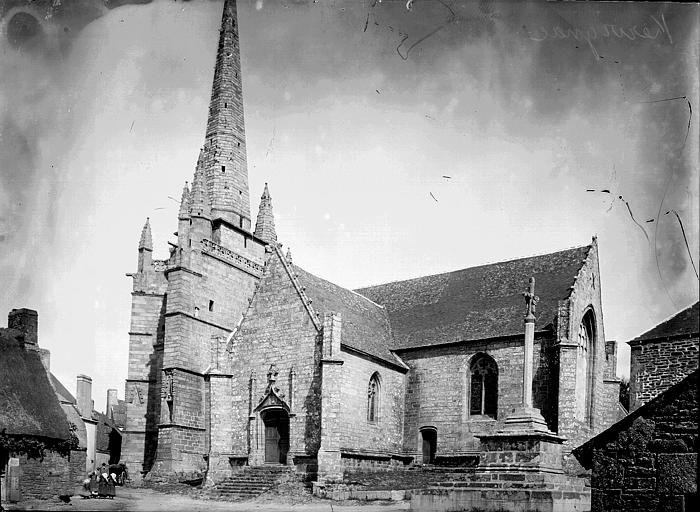
L'église paroissiale Saint-Pierre-et-Saint-Paul en 1927 : côté sud.
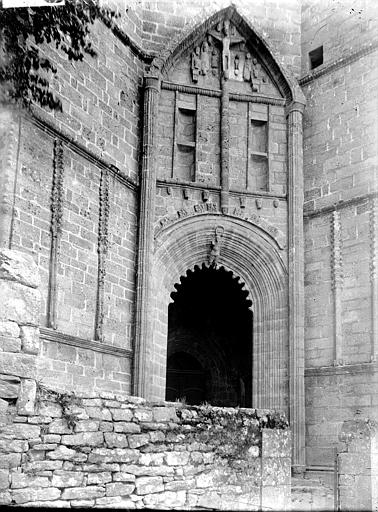
L'église paroissiale Saint-Pierre-et-Saint-Paul en 1927 : porche ouest.
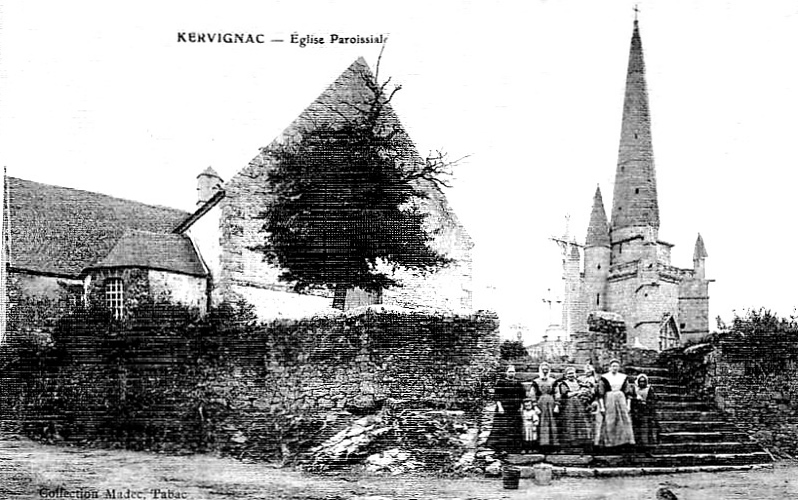
L'église paroissiale de Kervignac vers 1925 (carte postale).
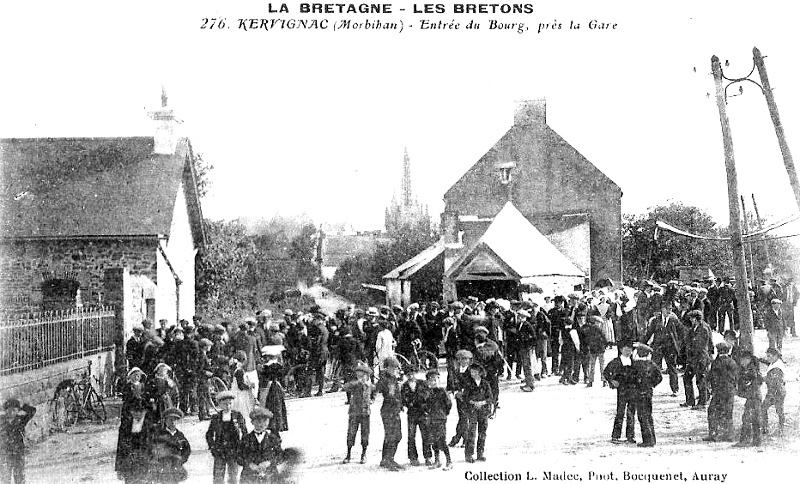
Kervignac : l'entrée du bourg, près de la gare (carte postale).
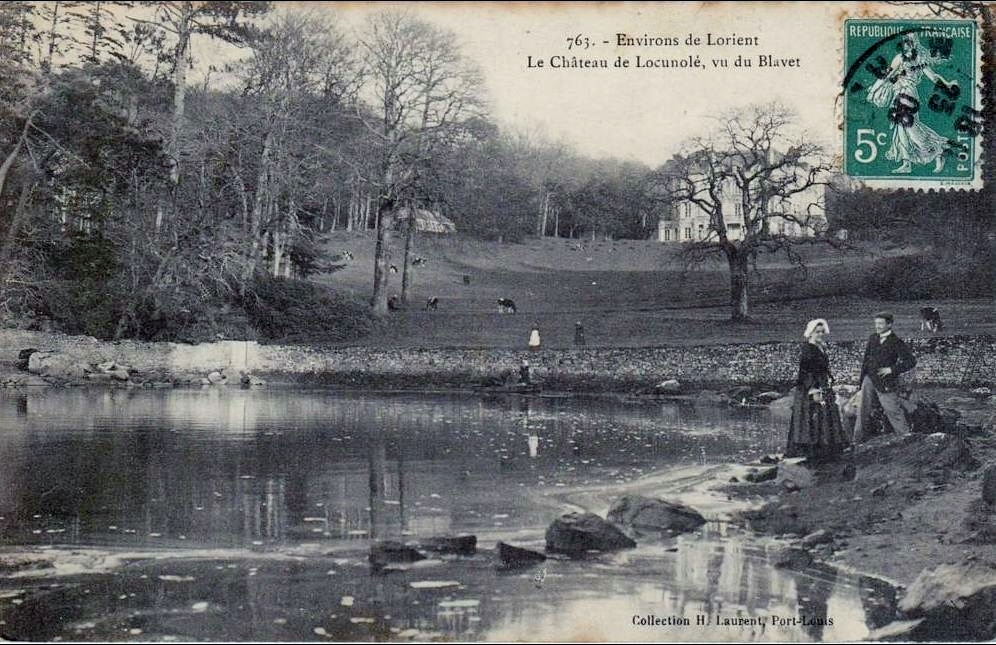
Le château de Locunolé (Locguénolé) vu du Blavet vers 1920 (carte postale)
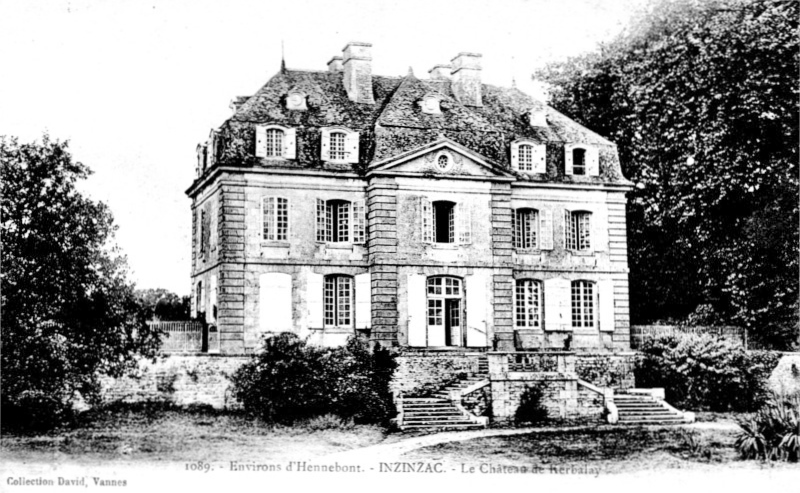
Le château de Kerbalay (construit en 1766) vers 1925 (indiqué à tort situé en Inzinzac par l'auteur de la carte postale).

En 1935 le maire de Kervignac fit transférer sans autorisation la veille de la rentrée scolaire le matériel de l'école laïque de garçons à l'école des filles ; le jour de la rentrée l'instituteur et les élèves trouvèrent porte close. Il fallut que l'inspecteur d'Académie se déplace à Kervignac et menace le maire de demander au préfet de le suspendre de ses fonctions pour obtenir que l'école soit rouverte.
Madeleine Desroseaux a décrit de manière détaillé en 1938 le pardon de Saint-Efflam en Kervignac.

#### La Seconde Guerre mondiale
Lors des combats de la Poche de Lorient les troupes allemandes occupaient dans la commune plusieurs positions stratégiques : forteresse et miradors de Kermoello, camp allemand de Kermainguair, poste de commandement des liaisons de l'Atlantique à Kérandin ainsi que le Pont-du-Bonhomme, seul point de passage d'un côté à l'autre de la rade. La Résistance tenait une ligne allant de Sainte-Hélène à Hennebont passant à l'Est de Kervignac afin d'interdire tous mouvements de l'armée allemande, lui coupant ainsi les vivres. Le journal La France libre :  organe de "Ceux de la Libération-Vengeance" écrit dans son numéro du 4 novembre 1944 que « ce sont les villages de Nostang, Kervignac, Merlevenez et Sainte-Hélène qui sont l'objet des plus violentes attaques. Chaque jour, des hommes tombent .. ».
Le bourg de Kervignac a été détruit à 90 % pendant ces combats qui se déroulèrent entre août 1944 et mai 1945, pilonné par environ 35 000 obus ; l'église paroissiale Saint-Pierre-et-Saint-Paul (une église de style gothique en granite qui était classée monument historique) est détruite lors des échanges d’artillerie entre la garnison allemande de la Poche de Lorient et les troupes franco-américaines de libération ; son clocher tombe le 10 novembre 1944.
Le monument aux morts de Kervignac porte les noms de 34 personnes mortes pour la France pendant la Seconde Guerre mondiale ; parmi elles, 6 au moins sont des soldats morts lors de la Débâcle française au printemps 1940 (dont 2 en Belgique (Louis Devise et Joseph Le Bobinnec) et 4 dans la partie nord de la France (Émile Fouillé, Victor Le Diméet, Joseph Le Rezollier et Théophile Ollier) ; d'autres sont des résistants morts lors des combats de la Poche de Lorient (Philippe Kernilis et Robert Le Bon, tués tous les deux le 5 décembre 1944 à Kervignac lors d'un accrochage avec les Allemands et Pierre Teffaine, résistant FFI tué le 4 mai 1945 à Lopriac en Kervignac ; 19 sont des victimes civiles de la guerre dont 5 personnes (Jean Boulard, Louis et Marie Huchon, Marie Portanguen et le lorientais Louis Le Ral) fusillées le 23 août 1944 dans le village de Kermassonet en représailles à l'attaque de deux soldats allemands ainsi qu'Hélène et Guy Le Bouille, tués le 16 août 1945 à Kervignac (leur fille Louisa, âgée de 8 ans, décède le 4 octobre 1945) et aussi Louis Thomas, décédé le 30 novembre 1945 à Lorient, donc après la fin de la guerre ; Lucien Huet et Léon Raude sont morts en captivité en Allemagne, tous les deux en 1941.

#### La reconstruction du bourg

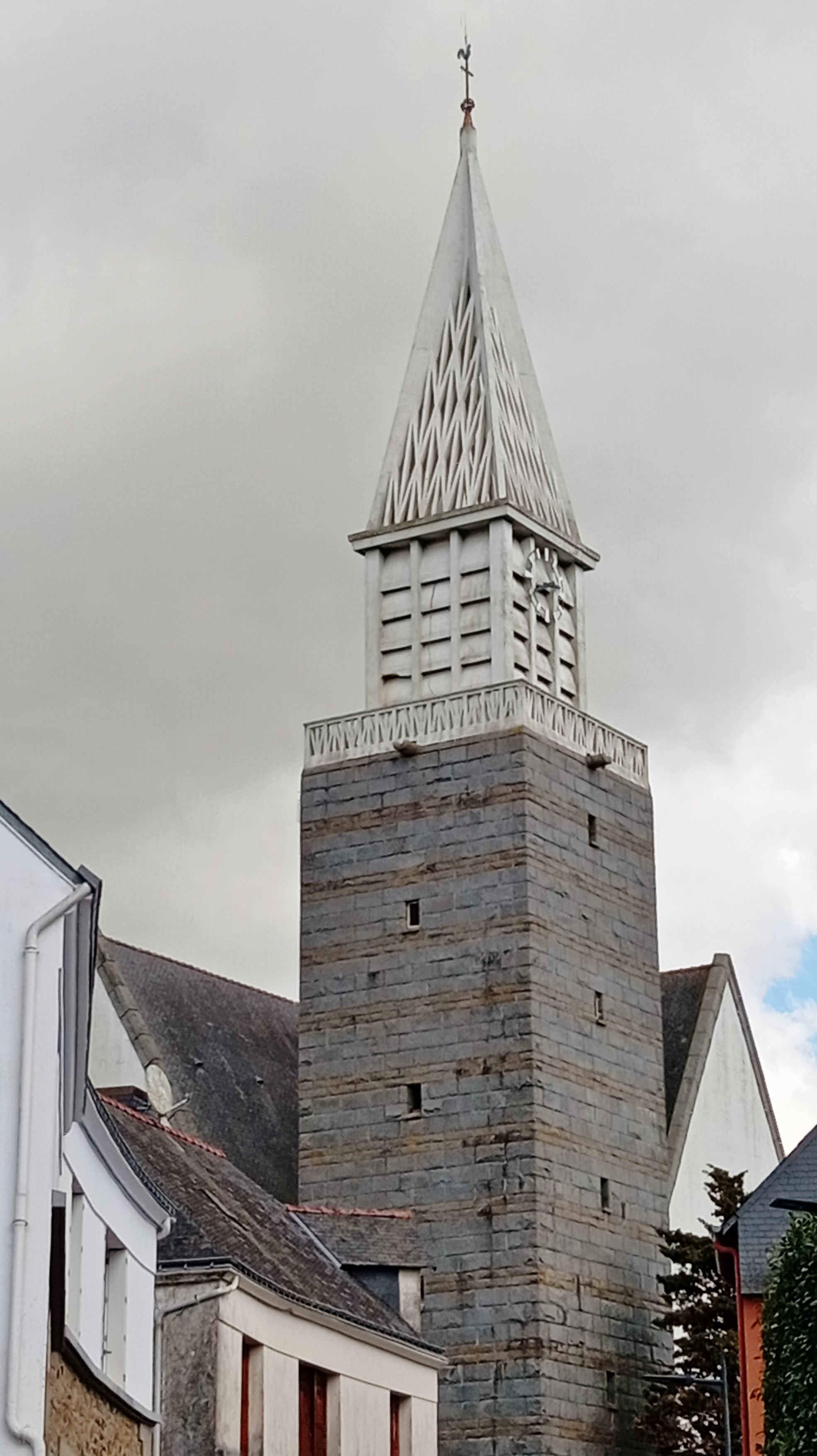
Le clocher de l'église Saint-Pierre-et-Saint-Paul de Kervignac.

Kervignac fut la commune rurale de la Poche de Lorient la plus sinistrée avec 397 immeubles détruits ; il ne subsistait dans le bourg que deux ou trois maisons réparables ; en mars 1946, le bourg n'avait encore reçu que 15 baraquements alors qu'il y avait 116 familles à reloger.

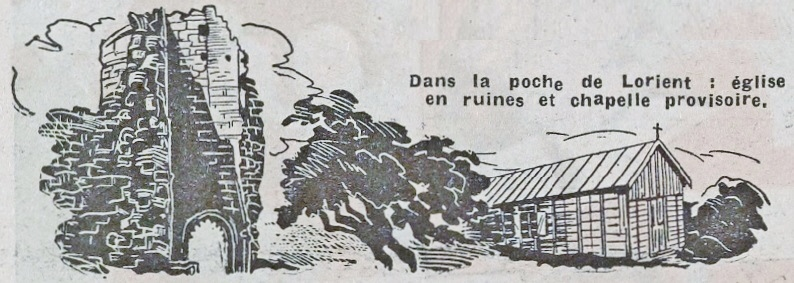
Dessin de l'église sinistrée et de la chapelle provisoire de Kervignac publié en 1949.

Le retour des réfugiés qui avaient fui les combats survint progressivement, mais les difficultés des habitants furent grandes au lendemain de la guerre. Le journal L'Espoir du Morbihan écrit le 25 mai 1947 que « la population de Kervignac est sans pain depuis quelques jours ».
La Croix de guerre a été attribuée à la commune le 11 novembre 1948.
La reconstruction du bourg commence en 1949, en respectant pour l'essentiel le plan de l'ancien bourg. Reconstruite l'ancienne église à l'identique aurait été trop coûteux ; le choix est fait de débarasser le site de tous ses gravats et de construire une église neuve en béton et autres matériaux économiques, le financement étant effectué par l'Allemagne au titre des dommages de guerre. L'église, dédiée à Notre-Dame-de-Pitié, a été reconstruite après 1956 par l'architecte lorientais René Delayre et dotée de beaux vitraux modernes dus à Gabriel Loire. Le sculpteur breton Bernard des Abbayes a sculpté les douze apôtres dans les niches du narthex.

#### Les guerres d'Indochine et d'Algérie
Deux soldats (Armel Le Garrec et Joseph Cano) originaires de Kervignac sont morts pour la France pendant la Guerre d'Indochine et un (François Le Livec) pendant la Guerre d'Algérie mais à Fès (Maroc) le 4 avril 1956.

## Politique et administration

### Liste des maires
| Période                                  | Période        | Identité                   | Étiquette   | Qualité |
| ---------------------------------------- | -------------- | -------------------------- | ----------- | --- |
| 1811 (?)                                 | 1813           | Guillaume Danigo           |             | Laboureur. |
| 1813                                     | 1825           | François Corentin Le Mancq |             | Notaire. |
| 1825                                     | 1842           | Auguste du Fretay          |             | Capitaine d'artillerie. Rentier. |
| 1842                                     | 1848           | Julien Giquello            |             | Laboureur. Propriétaire. |
| 1848                                     | 1860           | Joseph Portanguen          |             | Laboureur. Propriétaire. |
| 1860                                     | 1864           | Jacques Le Cloirec         |             | |
| 1864                                     | 1864           | Vincent Hirgair            |             | Cultivateur. |
| 1864                                     | 1871           | Jean Bouëdec               |             | Cultivateur. Propriétaire. |
| 1872                                     | 1923           | Gustave de Perrien         |             | Vicomte. Vivait au château de Locguénolé. |
| 1924                                     | 1940           | Lucien Dauchez de Beauvert |             | Propriétaire. Engagé volontaire pendant la Première Guerre mondiale (Croix de guerre). Ancien secrétaire général de la préfecture du Var.                                            |
| 1941                                     | mai 1953       | Pierre Laventure           |             | Cultivateur. |
| mai 1953                                 | mars 1977      | Benoît Rio                 | Modéré      | Commerçant. |
| mars 1977                                | mars 1983      | Jean Le Marouille          | SE          | Directeur du collège Notre-Dame du Pont de Lanester. |
| mars 1983                                | 3 juillet 2020 | Jacques Le Ludec           | DVD puis LR | Agréé en architecture retraité. Conseiller général de Port-Louis (2011-2015) Conseiller départemental d'Hennebont (2015-2021) Président de la CC de Blavet Bellevue Océan 2013-2020) |
| 3 juillet 2020                           | En cours       | Élodie Le Floch            | SE          | Coordonnatrice d'actions d'insertion au SPIP du Morbihan Vice-présidente de Blavet Bellevue Océan Communauté.                                                                        |
| Les données manquantes sont à compléter. |                |                            |             | |

## Démographie
L'évolution du nombre d'habitants est connue à travers les recensements de la population effectués dans la commune depuis 1793. Pour les communes de moins de 10 000 habitants, une enquête de recensement portant sur toute la population est réalisée tous les cinq ans, les populations de référence des années intermédiaires étant quant à elles estimées par interpolation ou extrapolation. Pour la commune, le premier recensement exhaustif entrant dans le cadre du nouveau dispositif a été réalisé en 2007.

En 2022, la commune comptait 7 085 habitants, en évolution de +7,71 % par rapport à 2016 (Morbihan : +3,82 %, France hors Mayotte : +2,11 %).
| 1793  | 1800  | 1806  | 1821  | 1831  | 1836  | 1841  | 1846  | 1851  |
| ----- | ----- | ----- | ----- | ----- | ----- | ----- | ----- | ----- |
| 1 878 | 1 800 | 2 147 | 2 516 | 2 519 | 2 511 | 2 448 | 2 511 | 2 564 |

| 1856  | 1861  | 1866  | 1872  | 1876  | 1881  | 1886  | 1891  | 1896  |
| ----- | ----- | ----- | ----- | ----- | ----- | ----- | ----- | ----- |
| 2 534 | 2 545 | 2 560 | 2 566 | 2 579 | 2 568 | 2 578 | 2 650 | 2 631 |

| 1901  | 1906  | 1911  | 1921  | 1926  | 1931  | 1936  | 1946  | 1954  |
| ----- | ----- | ----- | ----- | ----- | ----- | ----- | ----- | ----- |
| 2 485 | 2 664 | 2 564 | 2 420 | 2 559 | 2 583 | 2 234 | 2 059 | 2 230 |

| 1962  | 1968  | 1975  | 1982  | 1990  | 1999  | 2006  | 2007  | 2012  |
| ----- | ----- | ----- | ----- | ----- | ----- | ----- | ----- | ----- |
| 2 128 | 2 119 | 2 352 | 2 969 | 3 681 | 4 113 | 5 042 | 5 173 | 6 401 |

| 2017  | 2022  | - | - | - | - | - | - | - |
| ----- | ----- | - | - | - | - | - | - | - |
| 6 596 | 7 085 | - | - | - | - | - | - | - |

## Économie
- Cité Marine a son siège et sa plus grande unité de production dans la ville

## Culture locale et patrimoine

### Lieux et monuments
- Domaine de Kerlivio ( Inscrit MH (1992)). Le parc s'étend sur les communes de Kervignac et de Brandérion ;

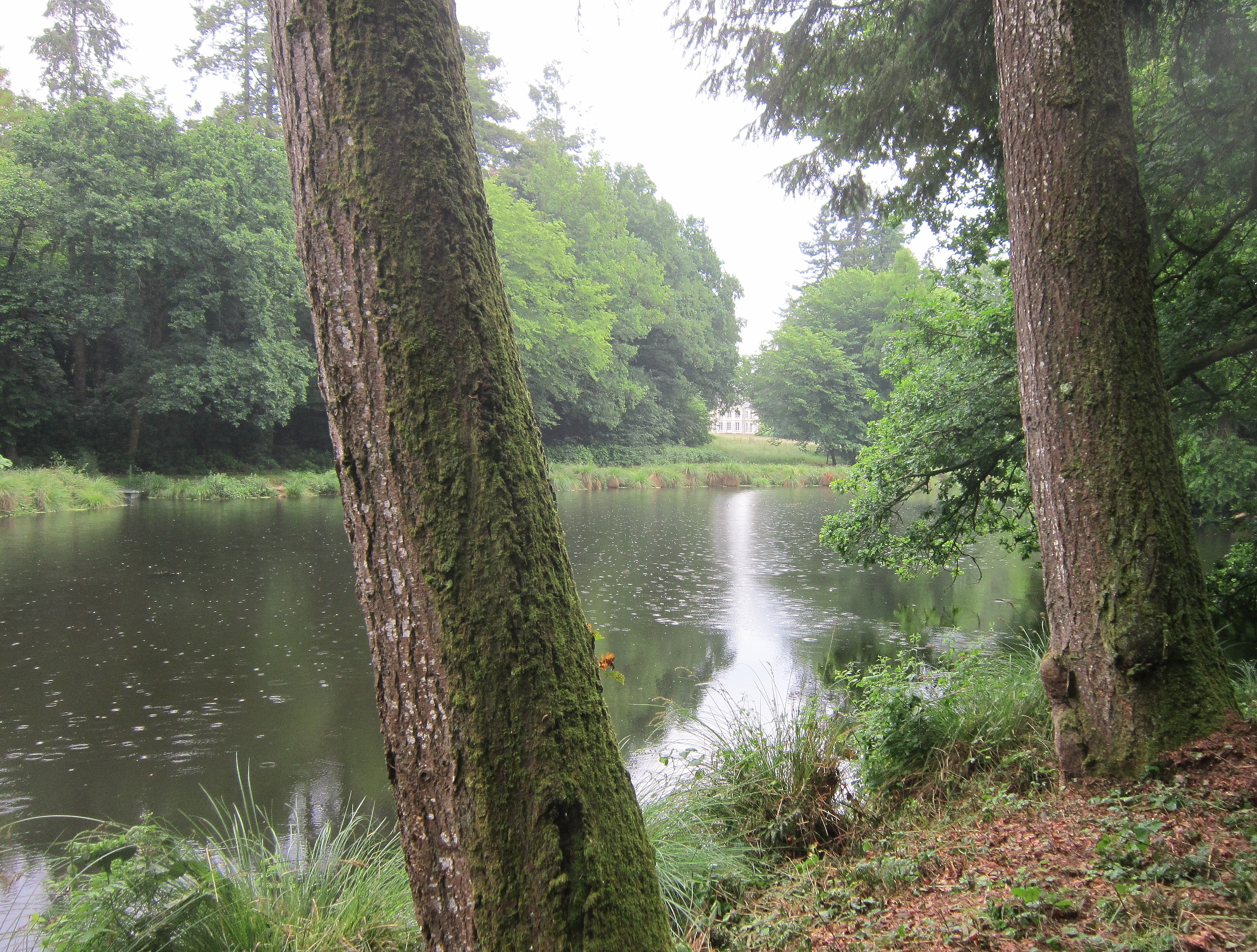
L'étang de Kerlivio et, à l'arrière-plan, le château éponyme (situé en Brandérion).

- Dolmen de Tri-Men-de-Castello ( Inscrit MH (1934)), à proximité de la RD 765 ;

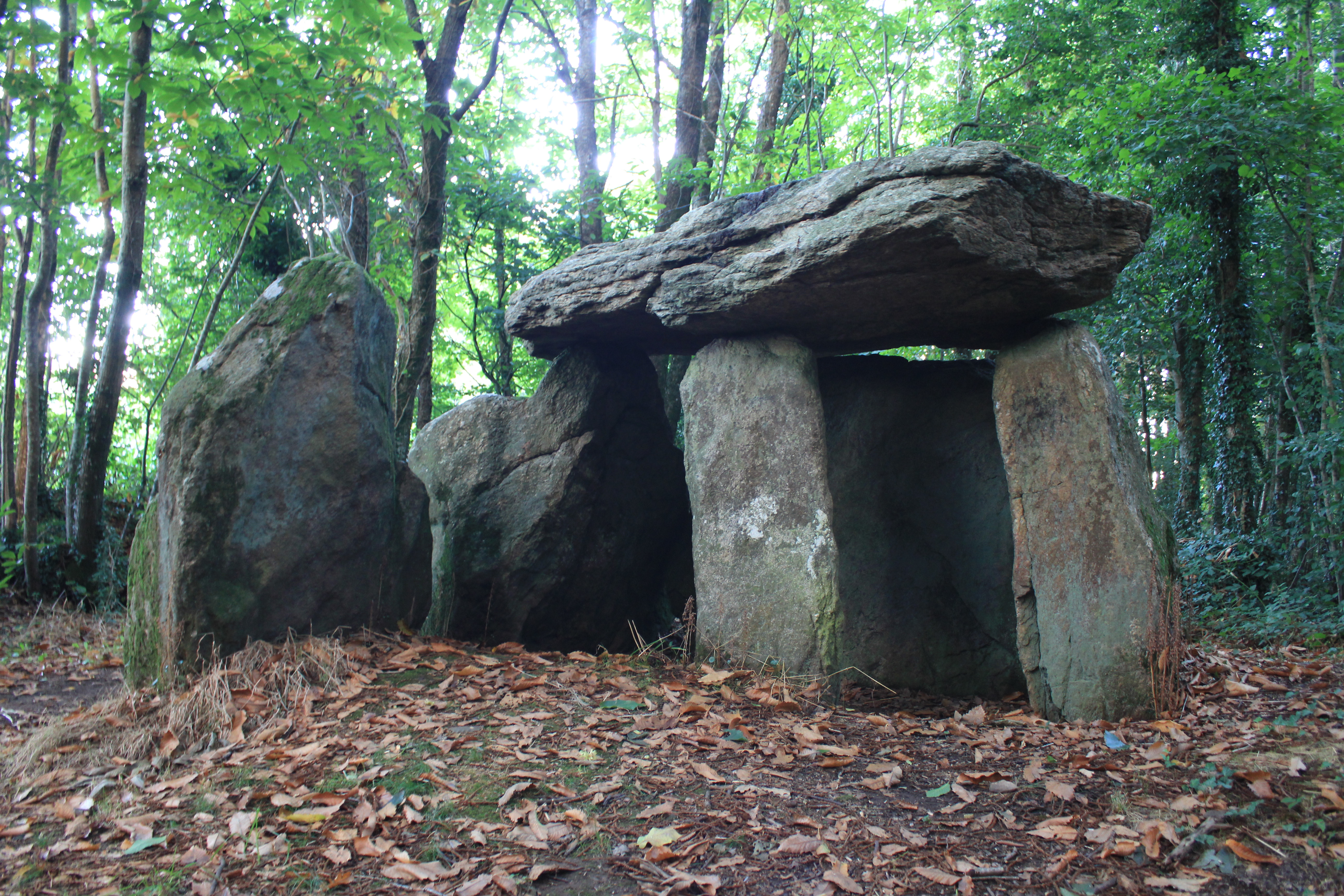
Le dolmen de Tri-Men-de-Castello.

- Chapelle Notre-Dame de la Clarté à Locadour, XVIe siècle ( Inscrit MH (1925)) ;

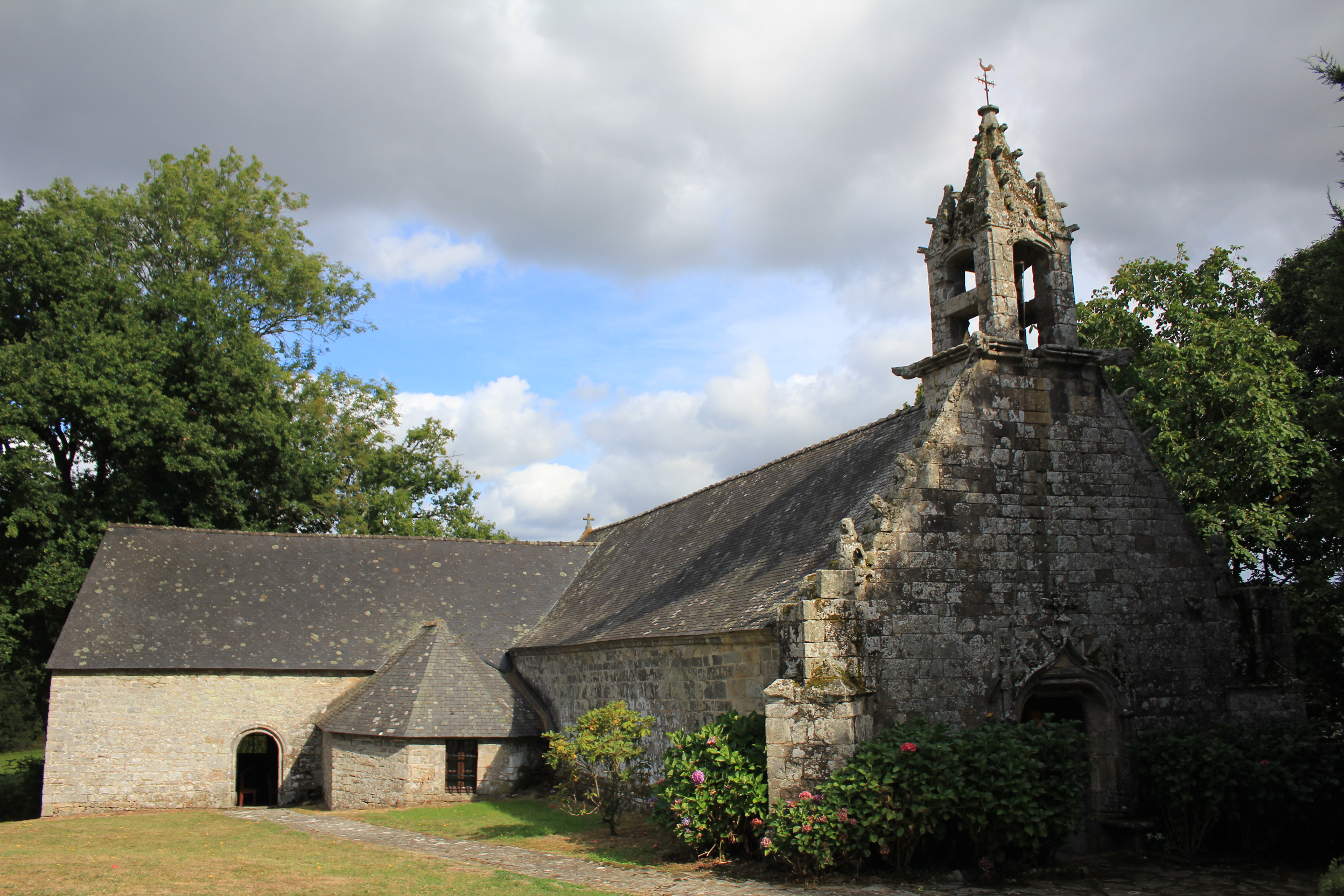
Chapelle Notre-Dame-de-la-Clarté : vue extérieure d'ensemble.
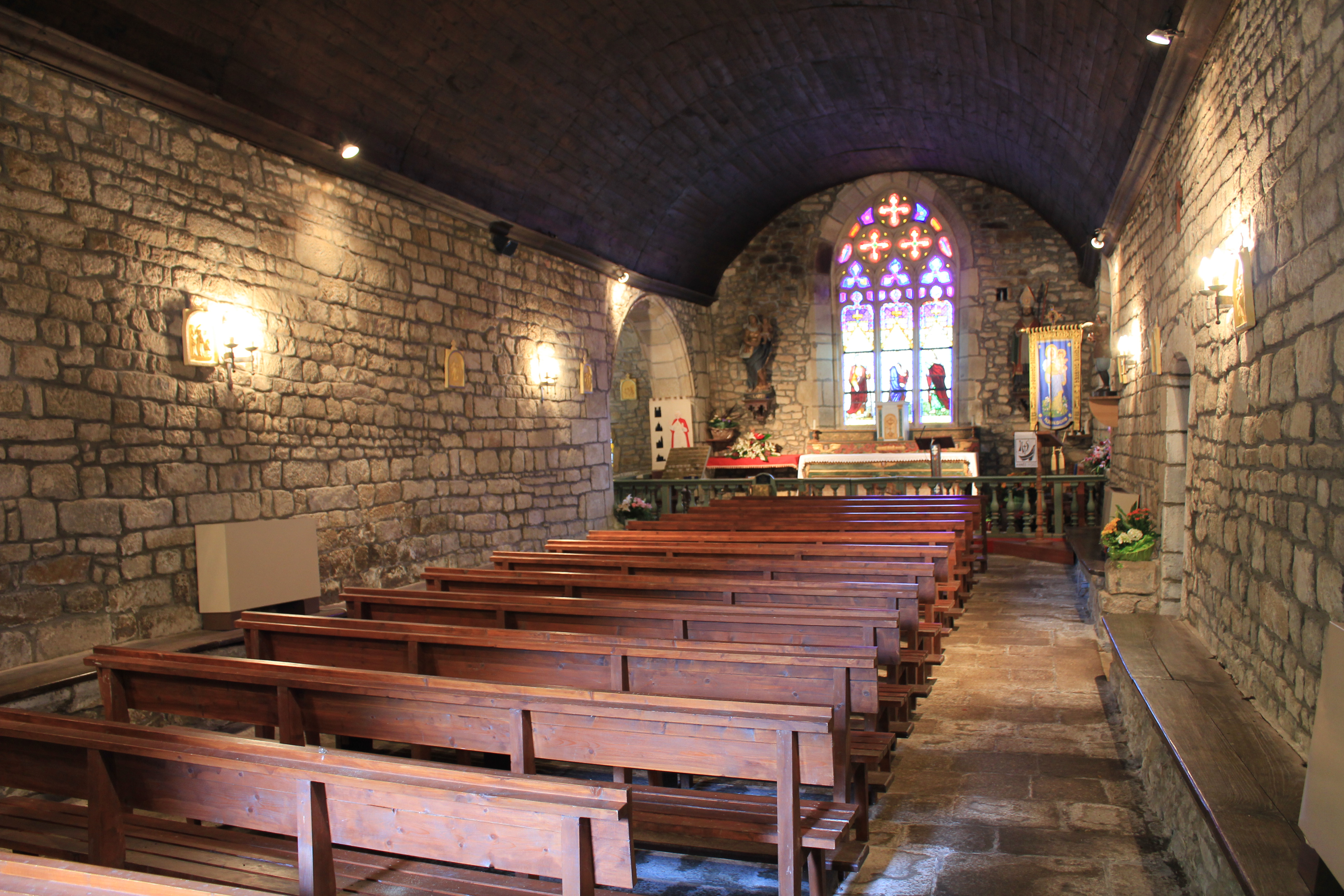
Chapelle Notre-Dame-de-la-Clarté : vue intérieure de la nef en direction du chœur.
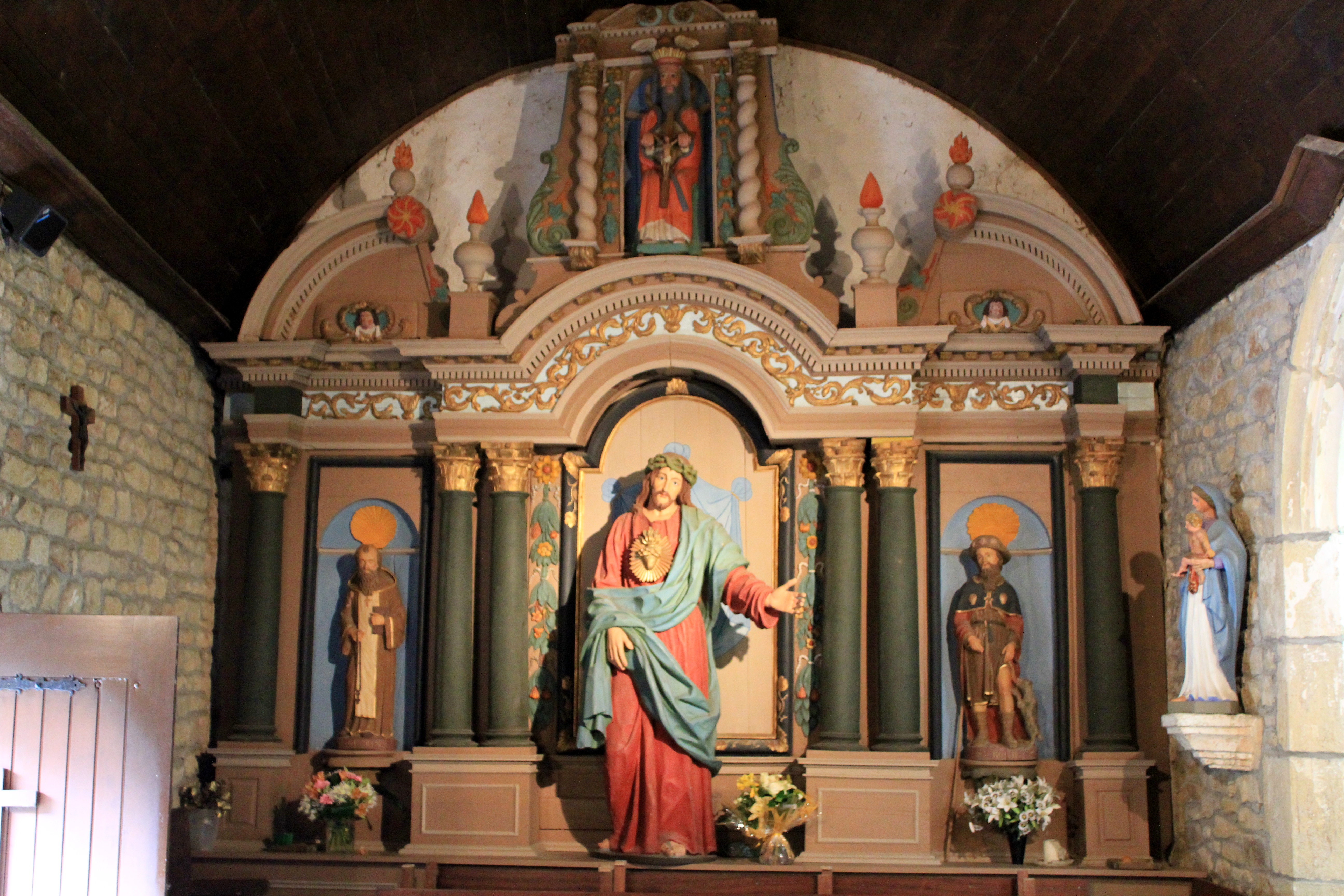
Chapelle Notre-Dame-de-la-Clarté : retable en bois du transept nord.
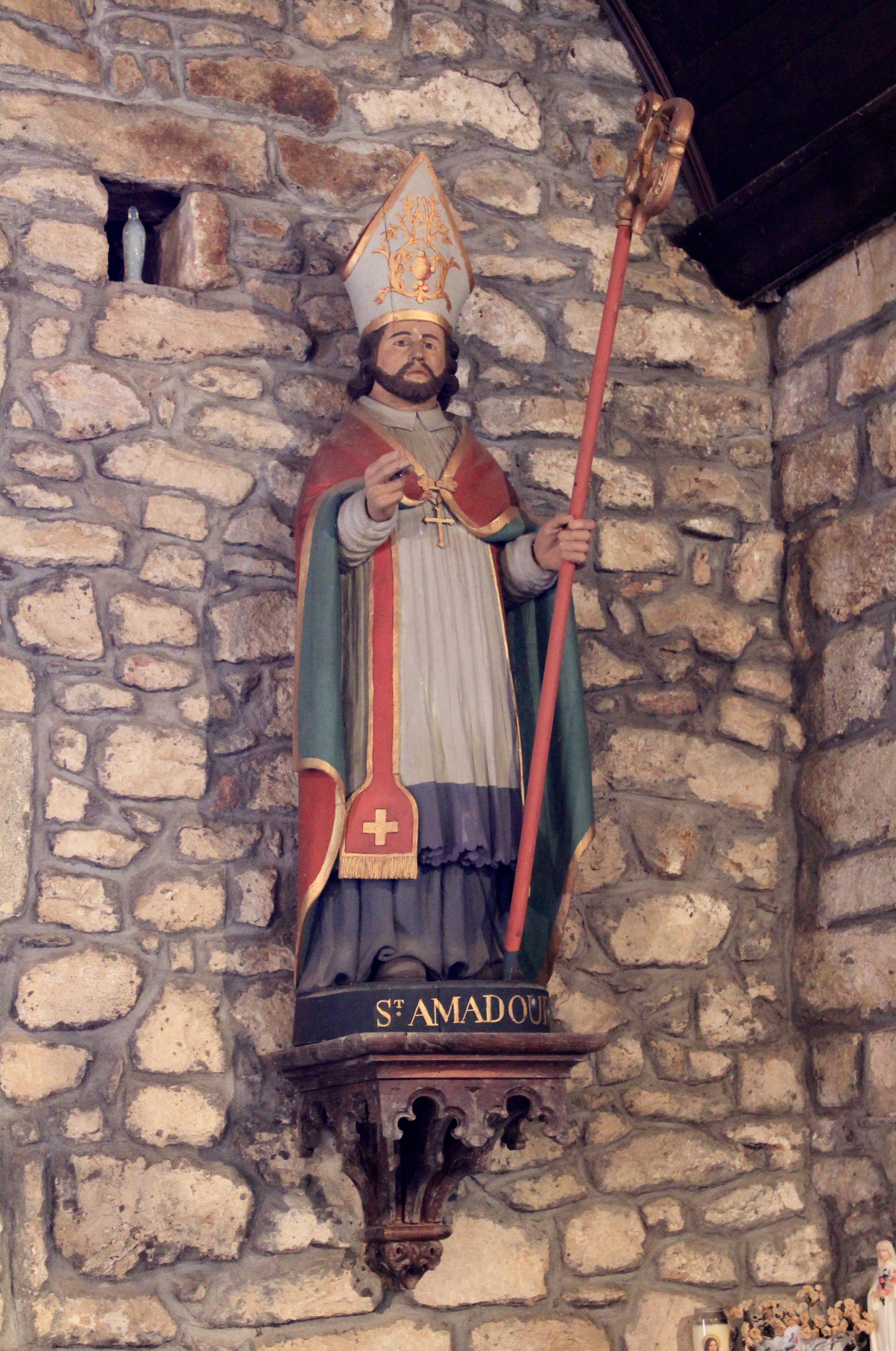
Chapelle Notre-Dame-de-la-Clarté : statue de saint Amadour.
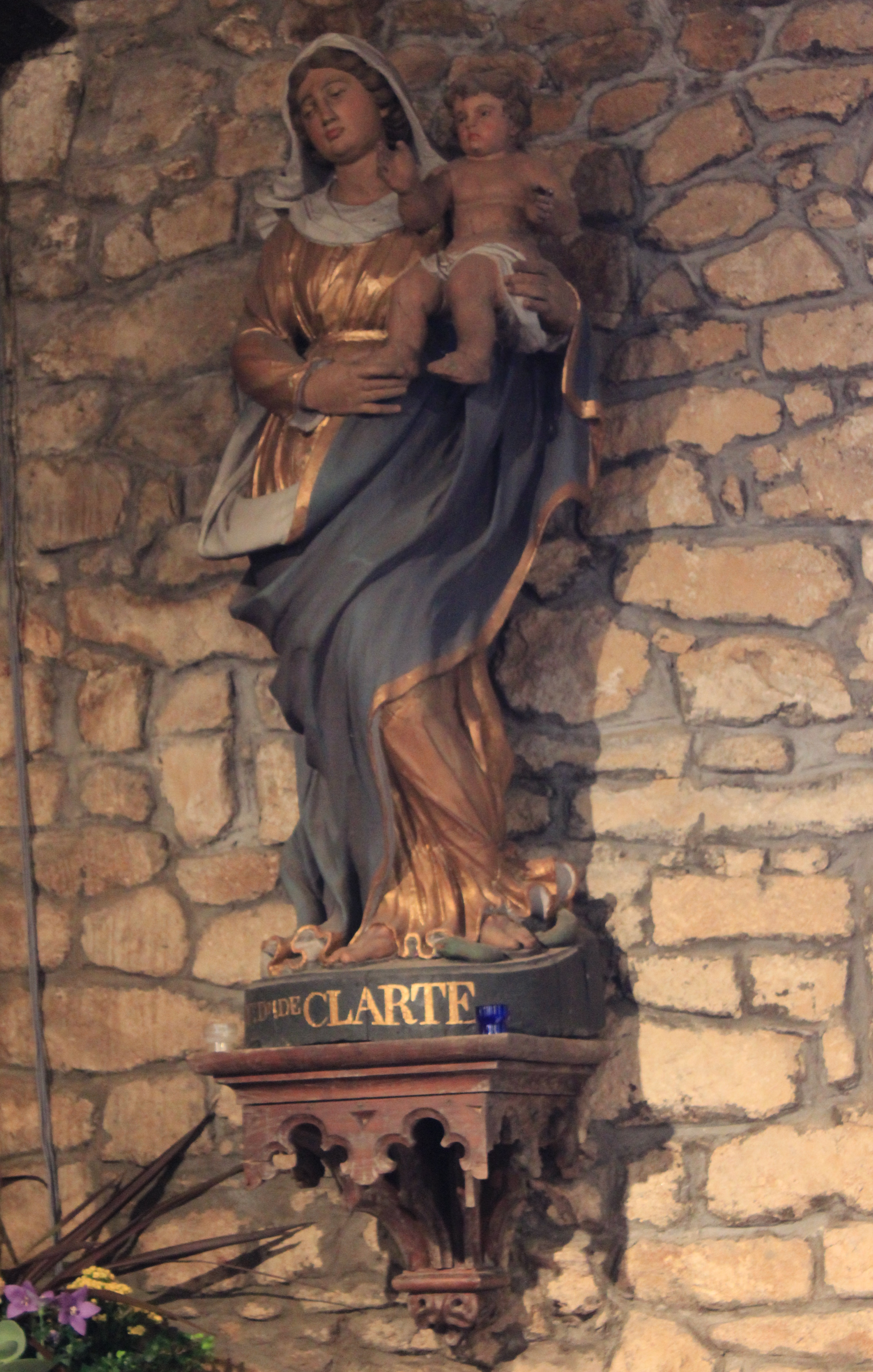
Chapelle Notre-Dame-de-la-Clarté : statue de Notre-Dame de la Clarté.
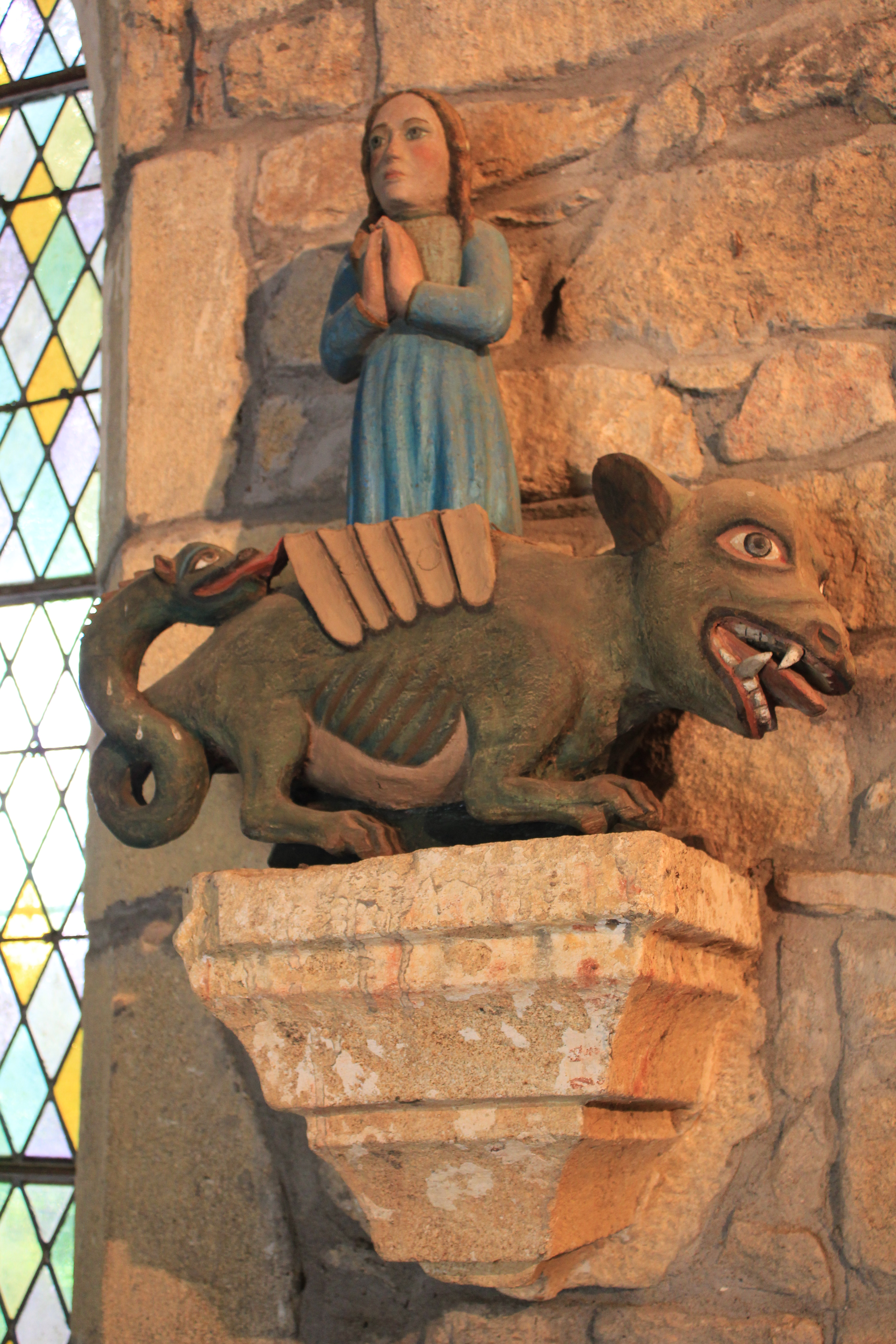
Chapelle Notre-Dame-de-la-Clarté : statue de sainte Marguerite.

- Croix armoriée de Kério ( Inscrit MH (1934))[72] ;

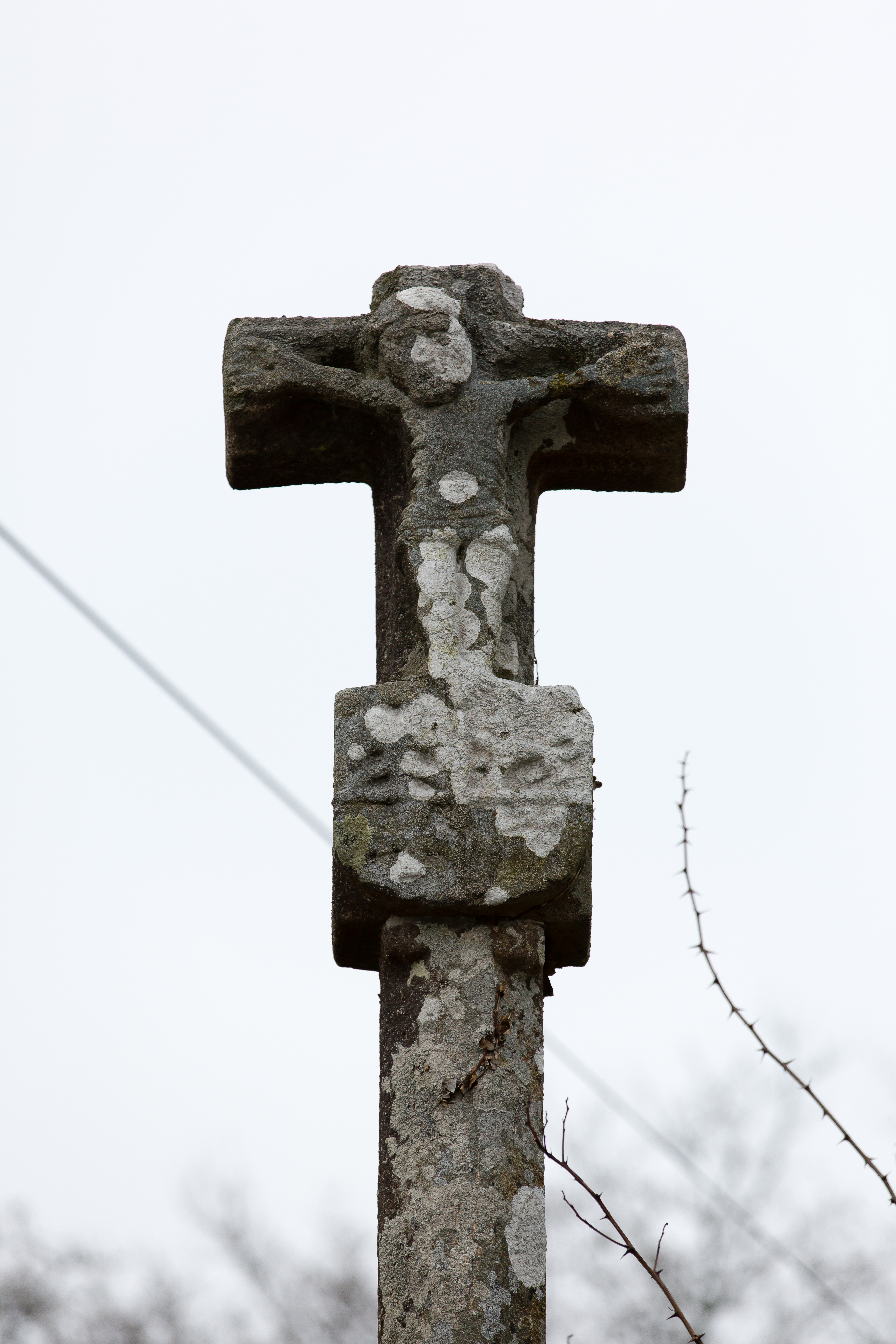
Croix armoriée de Kério : recto.
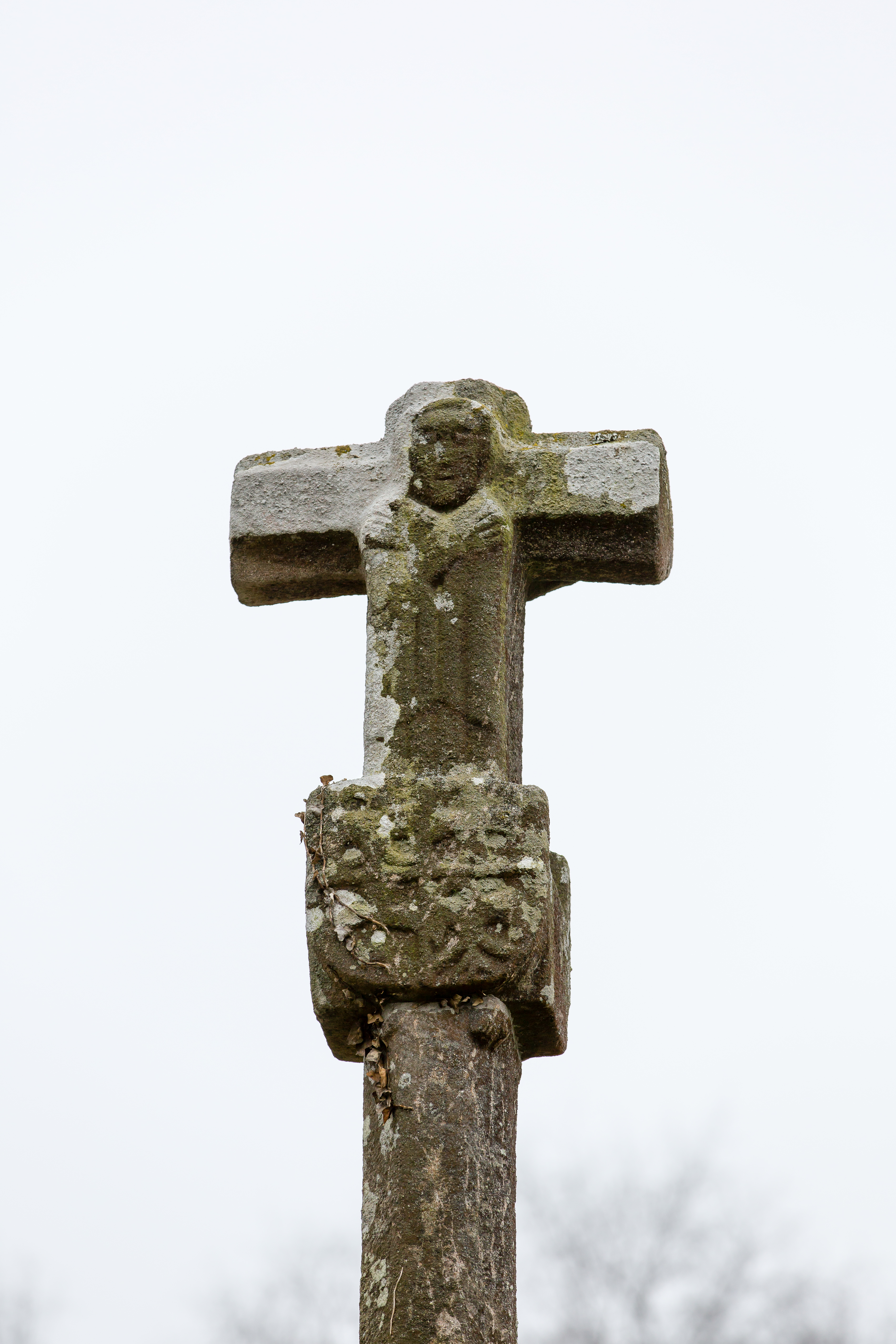
Croix armoriée de Kério : verso.

- Église Notre-Dame-de-Pitié (Label patrimoine du XXe siècle) - vitraux en dalles de verre de Gabriel Loire (1958) ;

- Chapelle Saint-Efflam et sa fontaine de dévotion, laquelle date probablement du début du XVIIIe siècle et une stèle datant de l'Âge du fer est insérée dans son mur d'enclos[73] ; la chapelle actuelle date de 1895 et est de style néogothique ; elle a été construite à l'emplacement d'une chapelle plus ancienne ; le hameau était nommé "le Moustoer" dans un acte de 1398 et est renommé "Moustoir Saint-Efflam" en 1752[74] ;

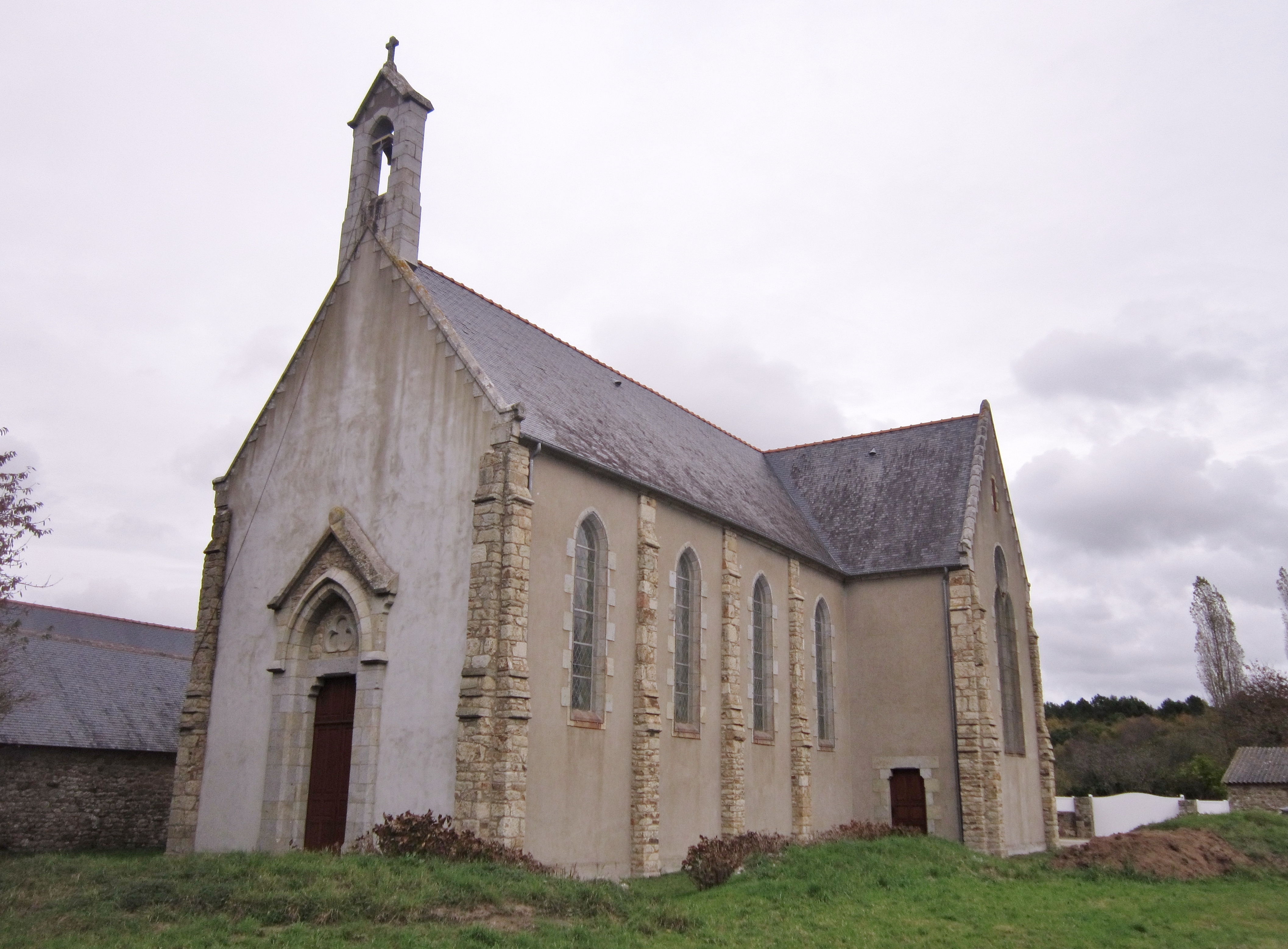
Chapelle Saint-Efflam : vue extérieure d'ensemble.
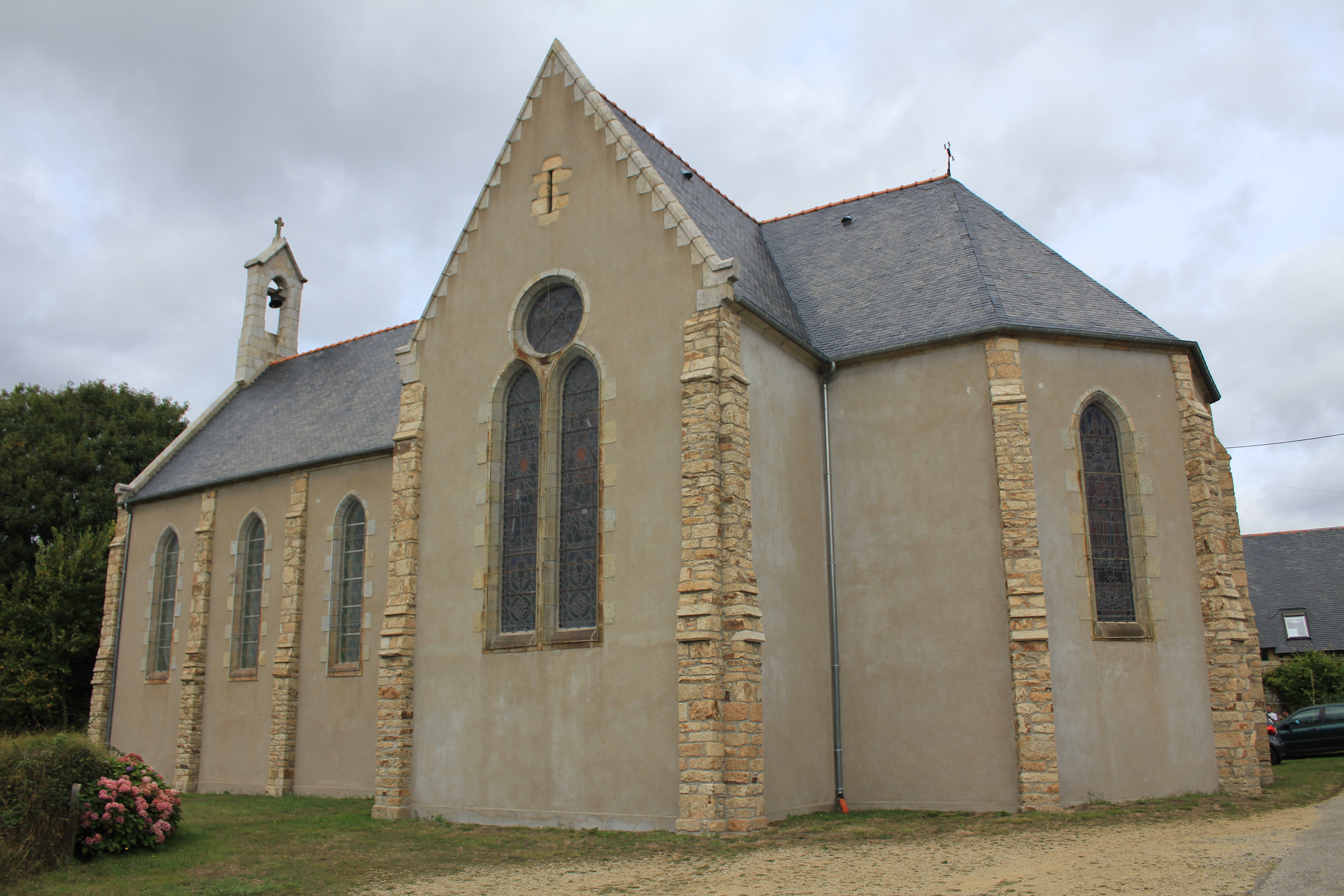
Chapelle Saint-Efflam : autre vue extérieure d'ensemble.

- Chapelle Saint-Laurent : la chapelle datait de la première moitié du XVe siècle et aurait appartenu initialement à l'Ordre de Saint-Jean de Jérusalem ; dégradée pendant la Seconde Guerre mondiale, elle est abanndonnée et détruite en 1972 avant d'être reconstruite à partir de 1992 en réutilisant une partie des pierres d'origine[75] ;
- Chapelle Saint-Jean : située dans le hameau de Locjean, elle date du XVe siècle, même si son clocher a été reconstruit en 1700 ; à l'intérieur le lambris de couvrement a été refait en 1889[76] ;
- Chapelle Saint-Abibon-et-Sainte-Suzanne : située dans le hameau de Trévidel, elle date probablement de la deuxième moitié du XVe siècle, mais sa partie ouest (sacristie) a été agrandie ou reconstruite au XVIIIe siècle ; une stèle hémisphérique datant de l'Âge du fer est située dans l'angle sud-ouest[77] ;
- Chapelle Saint-Adrien : située dans le hameau de Keroual, elle a été construite à une date située entre le XVIe siècle et le XVIIIe siècle ; une seigneurie de Keroual existait en 1490, possédée alors par Iehann de Corrapé ; elle abrite notamment deux statues de saint Adrien le représentant l'une drapé d’une étoffe en travers du corps, retenant de sa main les viscères qui s’échappent de son ventre ouvert, l'autre en chevalier du Moyen Âge finissant, tenant en main l’enclume de son martyre, avec, à ses pieds le lion, symbole du courage dont il a fait preuve, la première classée et la seconde inscrite Monuments historiques, ainsi qu'une Vierge à l'Enfant, datant du XIXe siècle[78];
- Château de Locguénolé[79] ; le château actuel date du milieu du XIXe siècle par la famille de Perrien à l'emplacement d'un ancien manoir (Locguénolé est signalé comme lieu noble en 1427)[80]. Il est inscrit à l'inventaire général du patrimoine culturel[81] ;
- Manoir de Kerbalay reconstruit au cours du XVIIIe siècle, détruit pendant la Seconde Guerre mondiale, il est inscrit à l'inventaire général du patrimoine culturel[82] ;

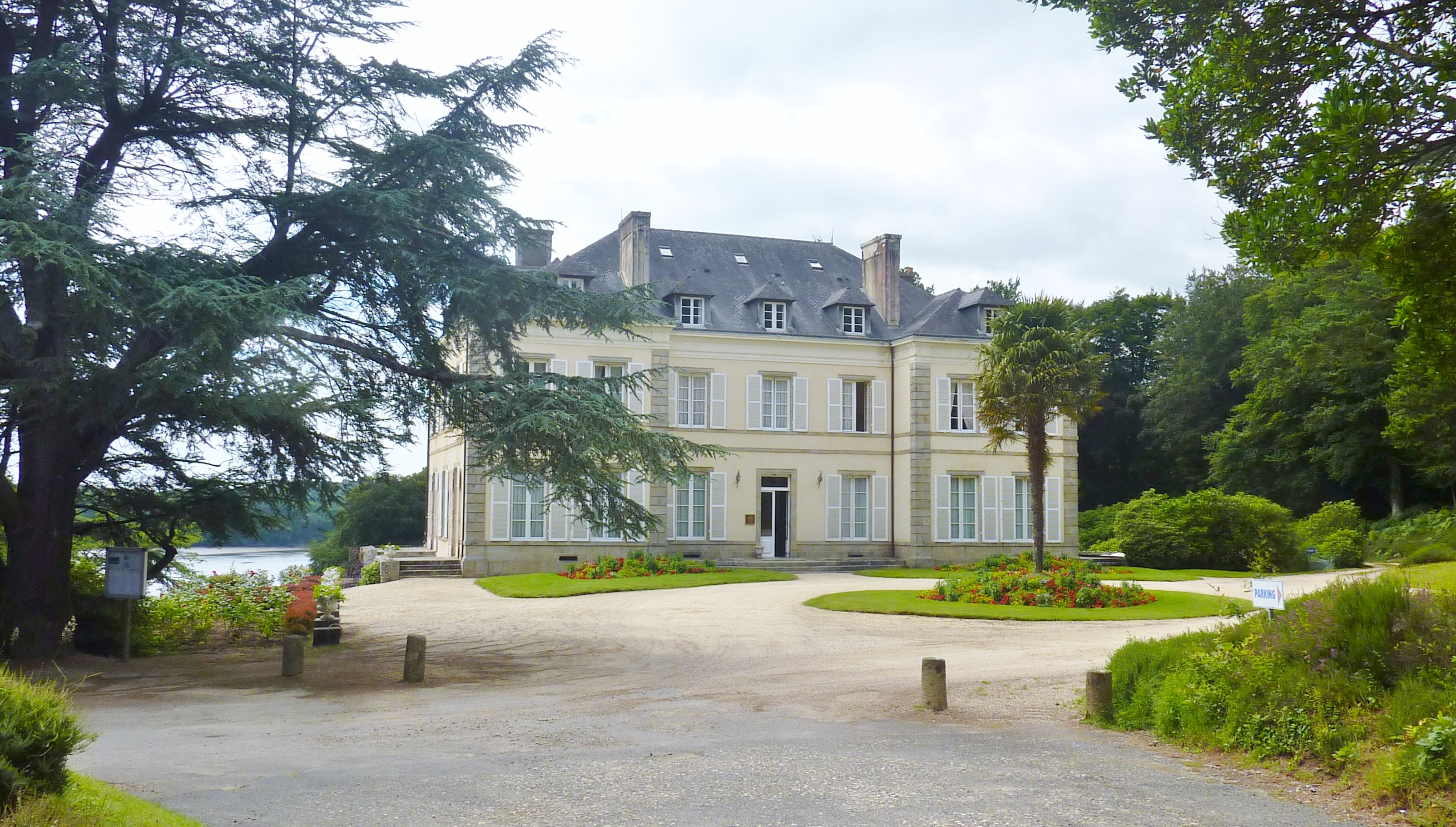
Le château de Locguénolé.
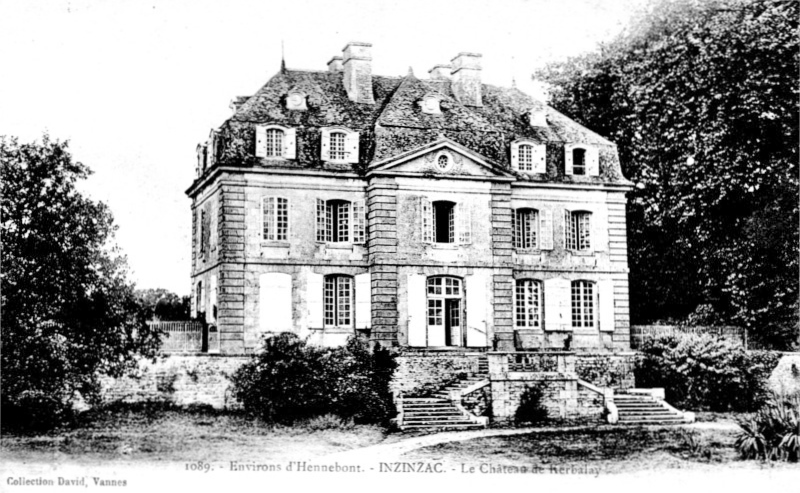
Le château de Kerbalay, construit en 1766 (carte postale de 1925).

- Le manoir de Kermadio, berceau de la famille éponyme[83] ;
- Le manoir de Kermassonnet[84] ;
- Plusieurs fermes présentent un intérêt architectural, par exemple la ferme de Kermainguer[85], celles de Keranhouarn[86], de Locadour[87], de Penhoët[88], etc.. ;
- Neuf croix et sept fontaines sont recensées sur le territoire communal : les croix de Lothuen et Kerlidec dateraient du Moyen Âge ;
  - La fontaine-lavoir de Saint-Sterlin (le lavoir date de 1800)[89] ;
- Pont du Bonhomme (pont franchissant le Blavet, reliant Kervignac à Lanester, Xe siècle)

### Équipements sportifs et de loisirs

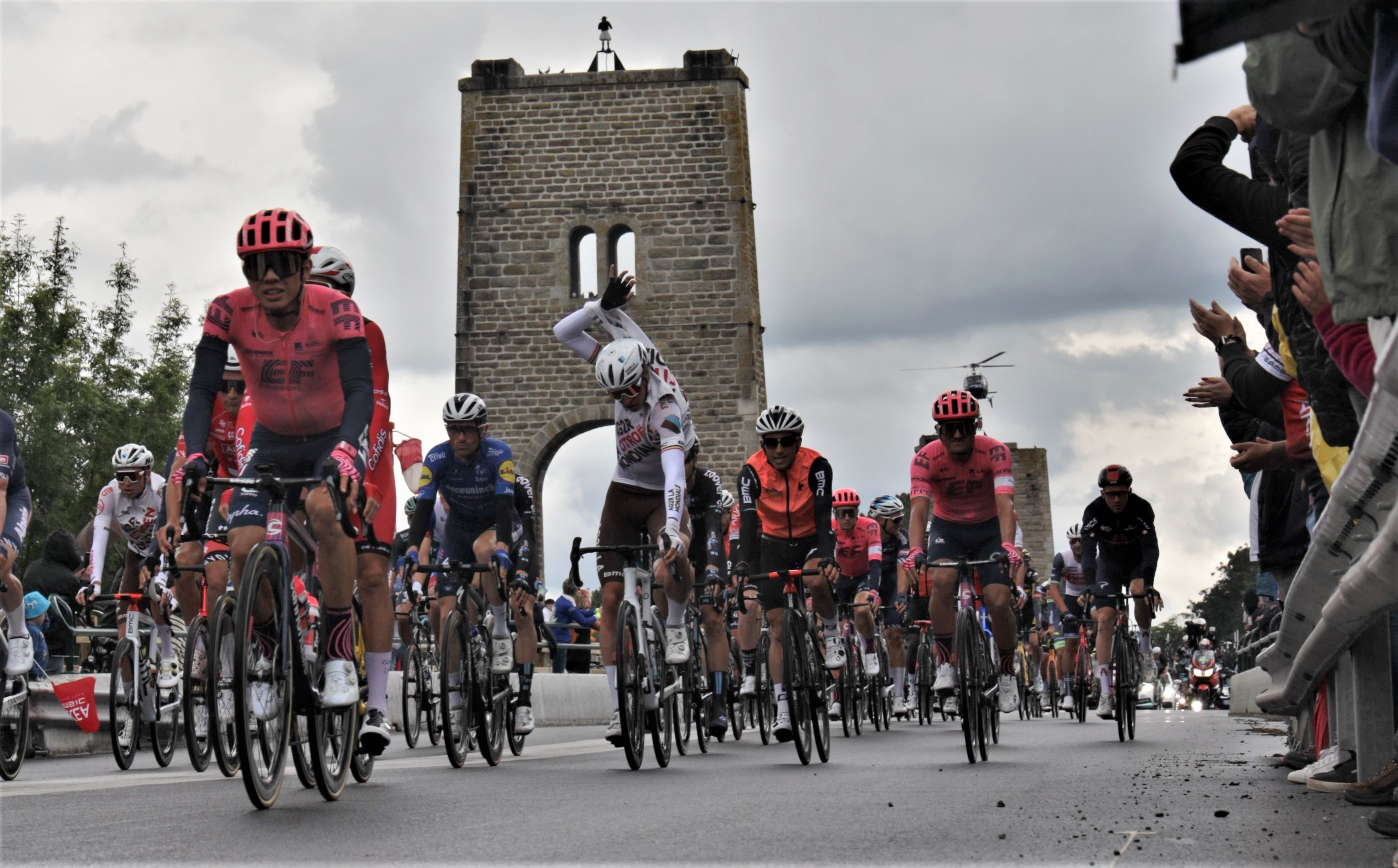
Passage du tour de France 2021 à Kervignac (à la sortie du Pont du Bonhomme).

La ville de Kervignac a mis en place plusieurs structures, dont un boulodrome couvert, un terrain multisports, un skatepark, un terrain de football, etc.

### Personnalités liées à la commune
- Abbé François Marie Falquerho, prêtre et poète, né à Kervignac.
- Jean Jaffré, homme d'église et politique, né à Kervignac.
- Henry Joubioux (1924/1986), peintre